# Digitalidoideae
Digitalidoideae (Dumort.) Luerss., 1882  è una sottofamiglia di piante spermatofite, dicotiledoni appartenenti alla famiglia delle Plantaginaceae.

## Etimologia
Il nome della sottofamiglia deriva dal suo genere tipo Digitalis L., 1753 la cui etimologia deriva dalla parola latina per "ditale" e fa riferimento alla particolare forma della corolla di uno dei fiori di questo genere. A denominare così questo genere è stato il botanico e medico tedesco Leonhart Fuchs (Wemding, 17 gennaio 1501 – Tubinga, 10 maggio 1566).
Il nome scientifico della sottofamiglia è stato definito inizialmente dal botanico, naturalista e politico belga Barthélemy Charles Joseph Dumortier (Tournai, 3 aprile 1797 – 9 giugno 1878) e perfezionato successivamente dal botanico tedesco Christian Luerssen (Brema, 6 maggio 1843 – Charlottenburg, 28 giugno 1916)  nella pubblicazione "Handbuch der Systematischen Botanik - 2: 994. Sep 1882." del 1882.

## Descrizione

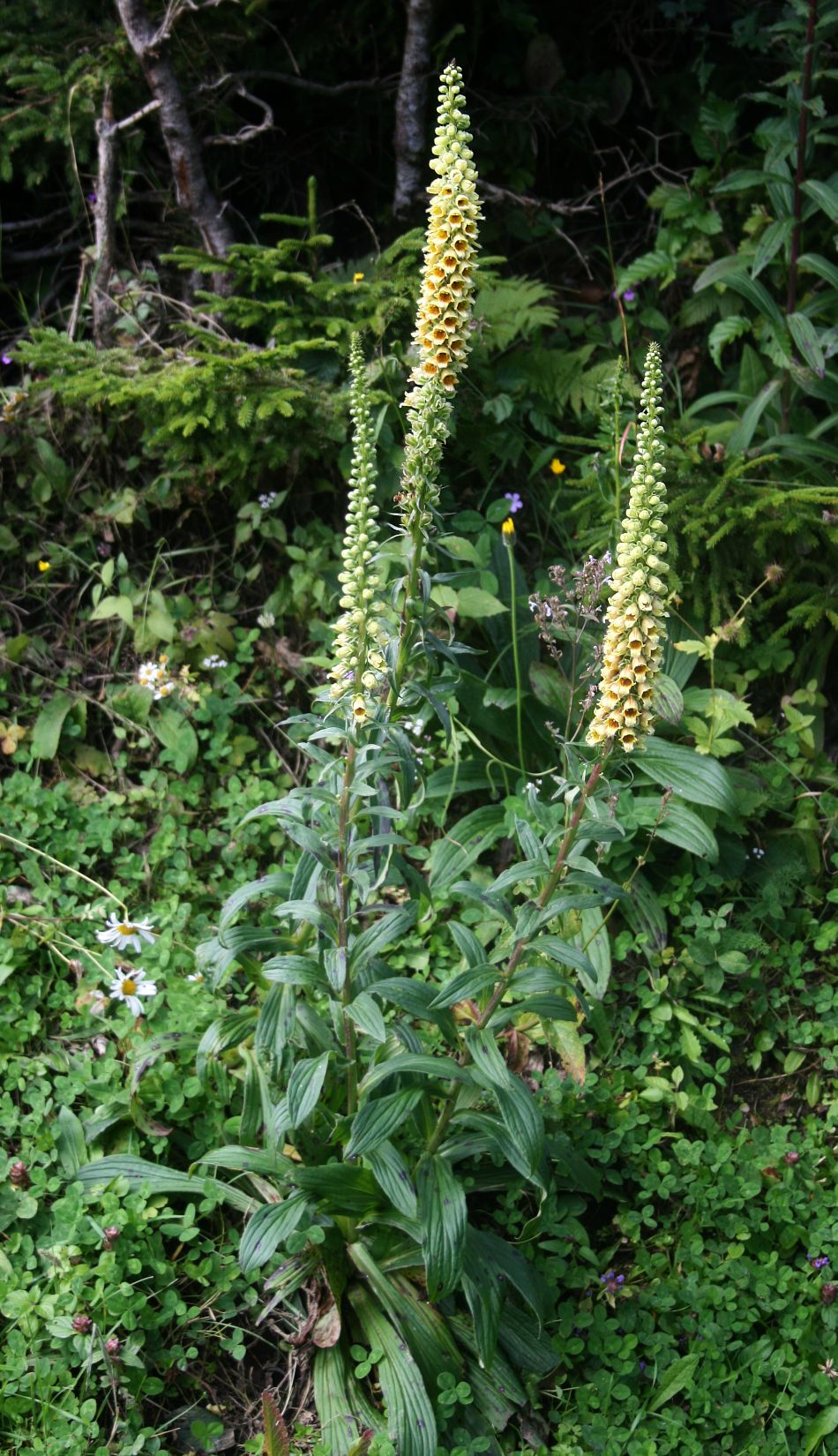
Il portamento
Digitalis ferruginea
(tribù Digitalideae)

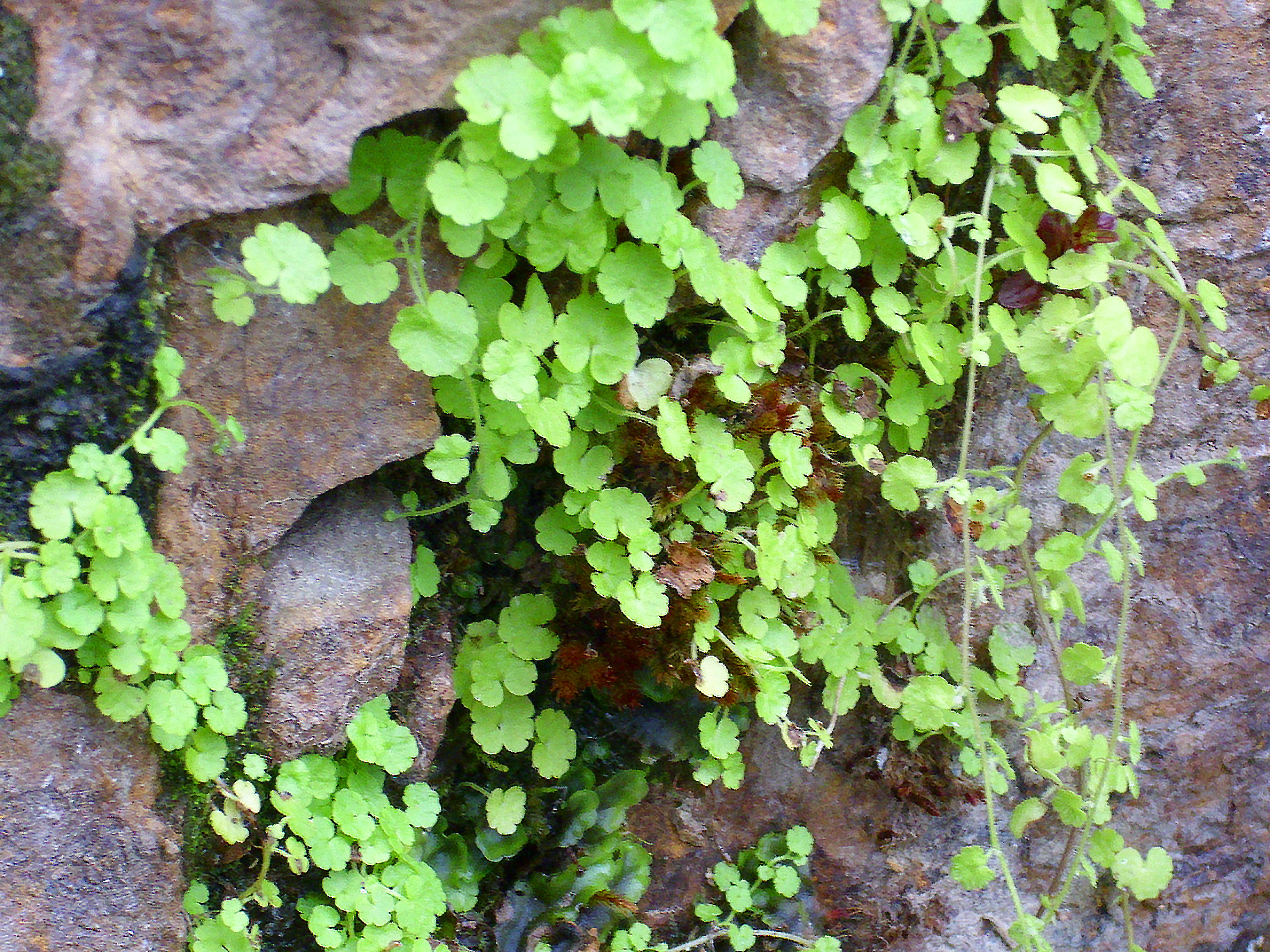
Le foglie
Sibthorpia europaea
(tribù Sibthorpieae)

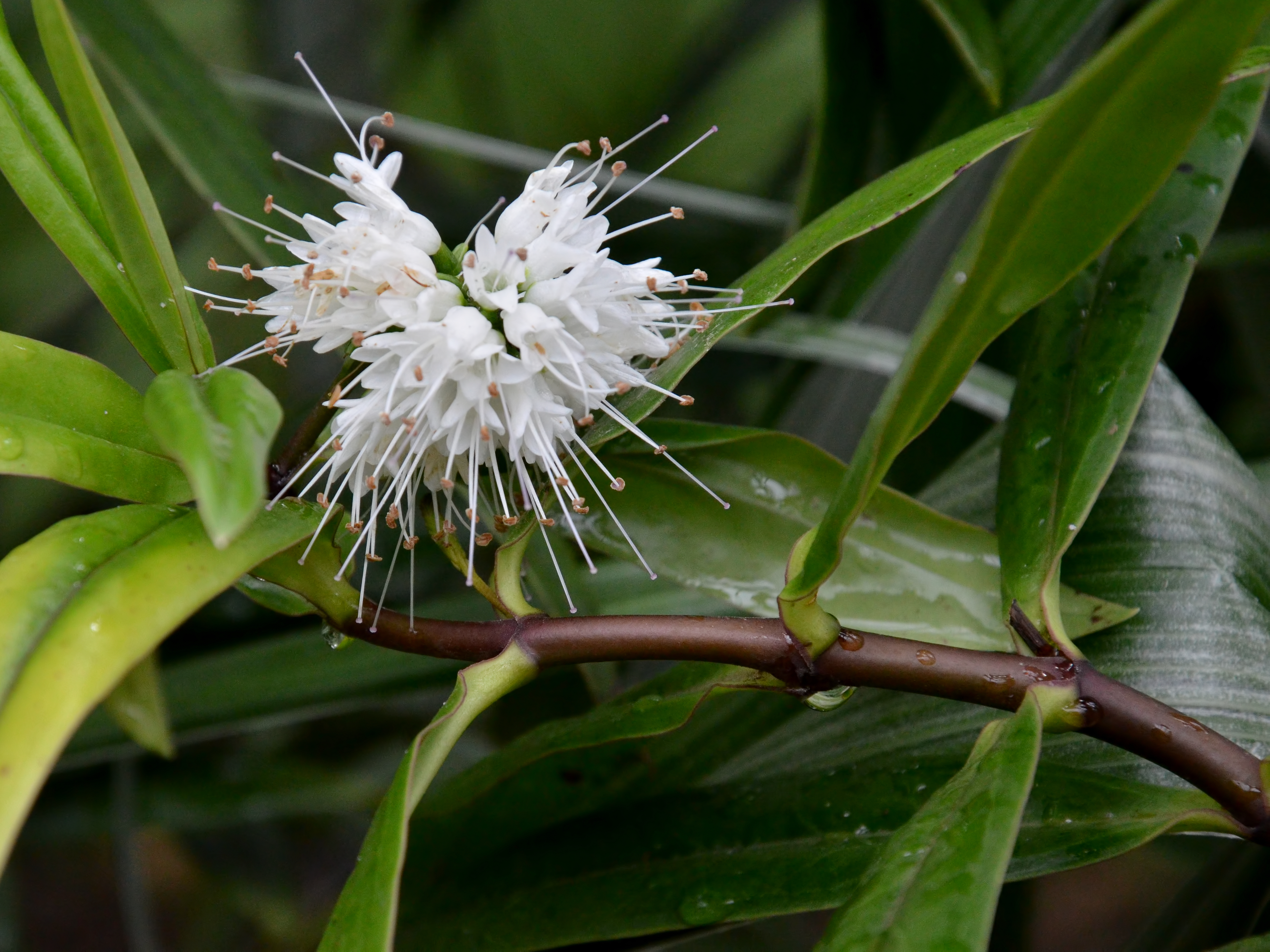
Infiorescenza
Hebe corriganii
(tribù Veroniceae)

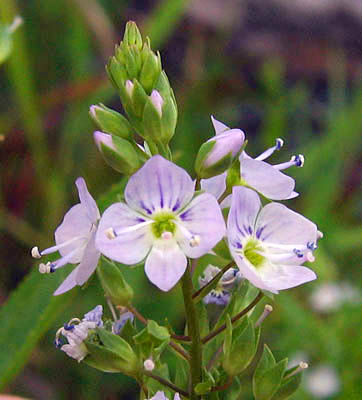
I fiori
Veronica anagallis
(tribù Veroniceae)

- Il portamento delle specie di questo gruppo è erbaceo (annuale, bienne o perenne) oppure arbustivo. In alcune specie il portamento è rosulato o suffrutescente oppure pulvinato con fusti da prostrati a ascendenti. L'indumento varia da glabro o ghiandolare-pubescente a densamente villoso. I fusti in genere sono eretti con sezione rotonda.[1][3][6][7][8]
- Le foglie cauline hanno una disposizione opposta o anche alternata e sono da subsessili a picciolate. In alcune specie sono presenti delle rosette basali, in altre il portamento è verticillato, in altre ancora sono aggregate in modo alternato alla fine dei rami. In genere la lamina ha forme da lanceolato-lineari a ovoidi-oblunghe, con apici acuminati, base attenuata e bordi interi o da dentati a seghettati o crenati. La parte abassiale delle foglie presenta diverse venature anastomosate in rilievo.
- Le infiorescenze sono racemose, simili a spighe terminali, a volte lasse e provviste di brattee ovate. Spesso le infiorescenze hanno un portamento unilaterale a seguito della torsione dei pedicelli. I fiori sono da subsessili a brevemente pedicellati ed hanno in genere una posizione pendula per difendere il nettare e il polline dalla pioggia.
- I fiori sono ermafroditi, zigomorfi e tetraciclici (ossia formati da 4 verticilli: calice– corolla – androceo – gineceo) e tetrameri (i verticilli del perianzio hanno più o meno 4 elementi ognuno).

- Formula fiorale. Per la famiglia di queste piante viene indicata la seguente formula fiorale:

X o * K (4-5), [C (4) o (2+3), A 2+2 o 2], G (2), capsula.
- Il calice, gamosepalo e persistente, è formato da un tubo campanulato terminante con 4 - 5 - 6 lobi profondamente divisi (in genere il lobo posteriore è più stretto). La forma dei lobi è da lanceolata-triangolare a lineare-oblunga.

- La corolla, gamopetala, è formata da un tubo da cilindrico a campanulato (a volte è piatto-globoso), normalmente ristretto verso la base, terminante con due labbra per un totale di 4 - 5 - 6 lobi (a volte la corolla si presenta debolmente attinomorfa). A volte il tubo è corto o ridotto. Il labbro posteriore è ricurvo e dentellato, quello anteriore è più lungo. L'interno della corolla è munito di setole pelose per evitare l'intrusione di animaletti troppo piccoli per essere utilizzati per l'impollinazione. Il colore della corolla è porpora, violetto, bianco, arancio o giallo con venature/macchie brune o porpora.

- L'androceo è formato da 2 - 4  (fino a 8) stami inclusi (o appena sporgenti) nel tubo corollino. I filamenti sono adnati alla corolla. Le antere sono sagittate ed hanno due teche separate (confluiscono all'apice), uguali con forme arrotondate. Le antere maturano prima dello stigma. Il polline è tricolpato.

- Il gineceo è bicarpellare (sincarpico - formato dall'unione di due carpelli connati). L'ovario (biloculare) è supero con forme ovoidi-coniche. Gli ovuli per loculo sono da numerosi a pochi (4 per loculo), hanno un solo tegumento e sono tenuinucellati (con la nocella, stadio primordiale dell'ovulo, ridotta a poche cellule).. Lo stilo ha uno stigma capitato o bilobo (in Erinus lo stilo è mancante per cui lo stigma è sessile). Il disco nettarifero è presente nella parte inferiore della corolla (sotto l'ovario).

- I frutti sono delle capsule a due logge con deiscenza setticida o loculicida, oppure sono delle bacche. I semi, numerosi o pochi, sono angolosi, convessi dorsalmente e piatti ventralmente con testa membranosa o reticolata.

## Riproduzione
- Impollinazione: l'impollinazione avviene tramite insetti (impollinazione entomogama) quali imenotteri, lepidotteri o ditteri o il vento (impollinazione anemogama) oppure, nei tropici, tramite colibrì (impollinazione ornitogama).[10] Le macchie interne della corolla hanno lo scopo di guidare al nettare gli insetti pronubi (soprattutto calabroni).[3]
- Riproduzione: la fecondazione avviene fondamentalmente tramite l'impollinazione dei fiori (vedi sopra).
- Dispersione: i semi cadendo (dopo aver eventualmente percorso alcuni metri a causa del vento - dispersione anemocora) a terra sono dispersi soprattutto da insetti tipo formiche (disseminazione mirmecoria).

## Distribuzione e habitat
| Tribù        | Distribuzione                    | Habitat                                                         |
| ------------ | -------------------------------- | --------------------------------------------------------------- |
| Digitalideae | Eurasia                          | L'Habitat dei climi più o meno temperati                        |
| Hemiphragma  | Dall'Himalaya alla Cina          | L'habitat tipico sono i pascoli alpini e le fessure nelle rocce |
| Sibthorpieae | America, Africa e Asia orientale | Aree tropicali (perlopiù a quote alte)                          |
| Veroniceae   | Cosmopolita                      | Variabili                                                       |

## Tassonomia
La famiglia di appartenenza di questo gruppo (Plantaginaceae) comprende 113 generi con 1800 specie (oppure secondo altri Autori 114 generi e 2400 specie, o anche 117 generi e 1904 specie o 90 generi e 1900 specie) ed è suddivisa in tre sottofamiglie e oltre una dozzina di tribù.

### Composizione della sottofamiglia
La sottofamiglia comprende 4 tribù, 2 sottotribù, 26 generi e circa 500 specie.

#### Tribù Digitalideae
La tribù Digitalideae (Dumort.) Dumort., 1829 comprende 3 generi e 29 specie:
- Digitalis L., 1753 (23 specie)
- Erinus L., 1753 (2 specie)
- Isoplexis (Lindl.) Loudon, 1829 (4 specie)

#### Tribù Hemiphragmeae
La tribù Hemiphragmeae Rouy, 1927 comprende un genere e una specie:
- Hemiphragma Wall., 1822 (Una specie: Hemiphragma heterophyllum Wall., 1822)

#### Tribù Sibthorpieae
La tribù Sibthorpieae Berth., 1846 comprende 2 generi e 6 specie:
- Sibthorpia L., 1753 (5 specie)
- Ellisiophyllum Maxim., 1871 (Una specie: Ellisiophyllum pinnatum (Benth.) Makino)

#### Tribù Veroniceae
La tribù Veroniceae Duby, 1828  comprende 2 sottotribù, 20 generi e circa 460 specie:
Sottotribù Veroniciinae

La sottotribù si compone di 15 generi e circa 450 specie:
- Besseya Rydb., 1903 (7 - 9 specie)
- Chionohebe W.R. Briggs & Ehrend., 1976 (7 specie)
- Derwentia Raf., 1836 (8 specie)
- Detzneria Schlecht. ex Diels, 1929 (Una specie: Detzneria tubata Diels)
- Hebe Comm. ex Juss., 1789 (Circa 70 specie)
- Heliohebe Garnock-Jones, 1993 (5 specie)
- Lagotis Gaertn., 1770 (20 specie)
- Paederota L., 1758 (2 specie)
- Paederotella (E. Wulff.) Kemul-Nath, 1953 (3 specie)
- Parahebe W.R.B. Oliver, 1944 (30 specie)
- Pseudolysimachion Opiz., 1852 (Circa 15 specie)
- Scrofella Maxim., 1888 (Una specie: Scrofella chinensis Maxim.)
- Synthyris Benth., 1846 (Circa 15 specie)
- Veronica L., 1753 (Circa 250 [forse di più] specie)
- Veronicastrum Heist. ex Fabr., 1759 (5 - 6 specie)

Sottotribù Wulfeniinae

La sottotribù si compone di 5 generi e 9 specie:
- Kashmiria D.Y. Hong, 1980 (Una specie: Kashmiria himalaica (Hook. f.) D.Y. Hong)
- Neopicrorhiza D.Y. Hong, 1984 (Una specie: Neopicrorhiza scrophulariiflora (Pennell) D.Y. Hong)
- Picrorhiza Royle ex Benth., 1835 (Una specie: Picrorhiza kurrooa Royle ex Benth.)
- Wulfenia Jacq., 1781 (4 specie)
- Wulfeniopsis D.Y. Hong, 1980 (2 specie)

### Filogenesi
Storicamente questo gruppo ha fatto parte della famiglia Scrophulariaceae (secondo la classificazione ormai classica di Cronquist). In seguito è stato descritto anche all'interno della famiglia Veronicaceae. Attualmente con i nuovi sistemi di classificazione filogenetica (classificazione APG) è stata assegnata alla famiglia delle Plantaginaceae.
Da un punto di vista filogenetico le due più grandi tribù (Veroniceae e Digitalideae) formano un "gruppo fratello" e rappresentano il "core" della sottofamiglia, mentre la tribù Hemiphragmeae sembra avere una posizione più "basale" (ma non tutti i risultati concordano con questo rilevamento). La posizione della tribù Sibthorpieae è ancora più ambigua in quanto il genere Ellisiophyllum risulta "gruppo fratello" del genere Sibthorpia, ma quest'ultimo è sorprendentemente vicino al gruppo Antirrhineae.

### Generi spontanei della flora italiana
Nella flora spontanea italiana sono presenti i seguenti generi di questa sottofamiglia:
- Digitalis L. (Digitale): 5 specie (tribù Digitalidea)
- Erinus L. (Erinus): una specie (Erinus alpinus L.) (tribù Digitalidea)
- Paederota L. (Bonarota): 2 specie; entrambe sono presenti nel Nord-Est dell'Italia (Alpi) a quote sopra i 1000 m s.l.m. (tribù Veroniceae)
- Pseudolysimachion Opiz (Veronica): 4 specie; tutte presenti al Nord (tribù Veroniceae)
- Veronica L. (Veronica): circa 30 specie (tribù Veroniceae)
- Wulfenia Jacq. (Wulfenia): una specie (è una specie rara ed è presente a quote sopra i 1300 m s.l.m. nei pressi del Passo di Pramollo) (tribù Veroniceae)

### Sinonimi
L'entità di questa voce ha avuto nel tempo diverse nomenclature. L'elenco seguente indica alcuni tra i sinonimi più frequenti:
- Veronicaceae  Durande, 1872
- Digitalidaceae Martynov, 1820

## Alcune specie

### Tribù Digitalidea

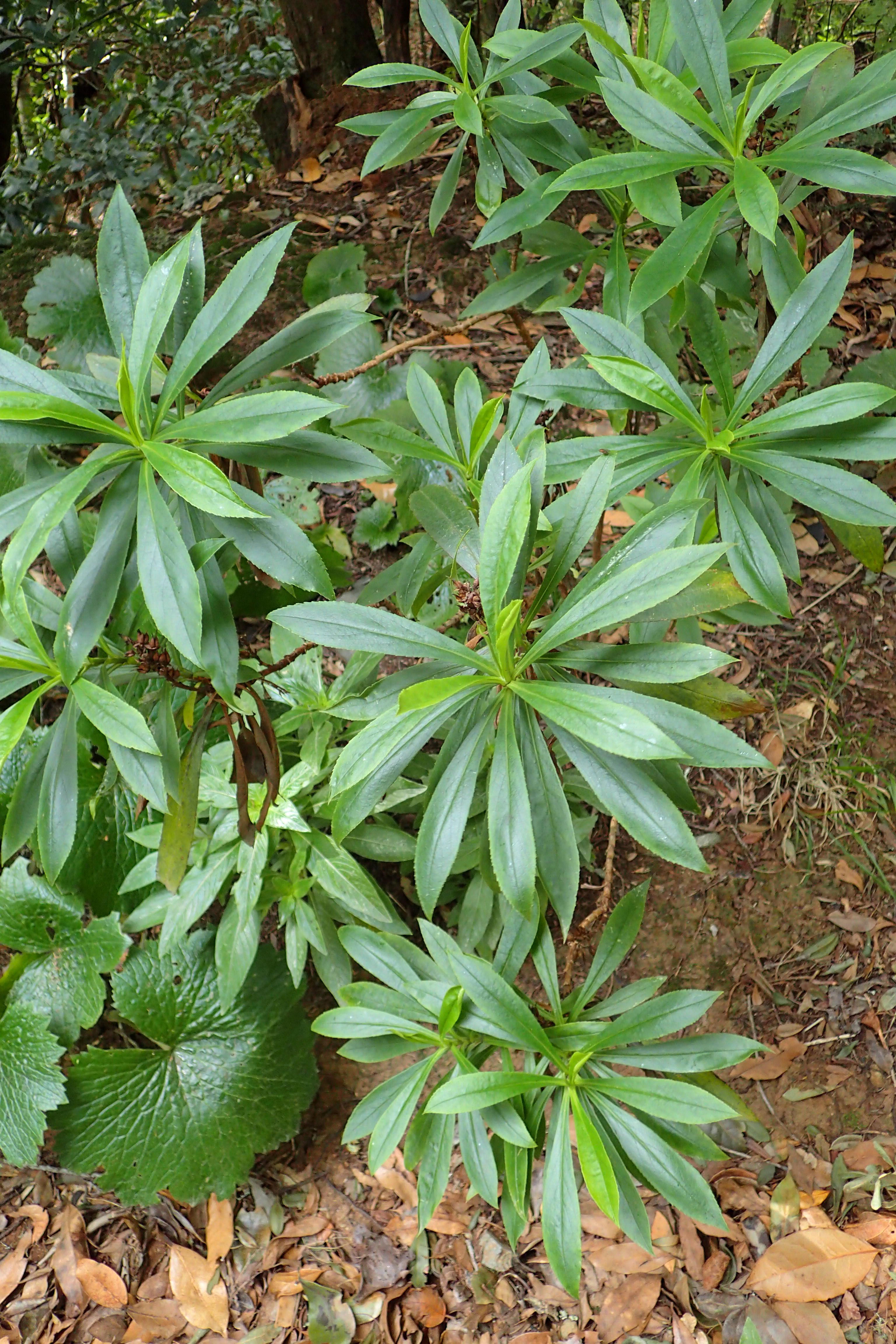
Isoplexis canariensis
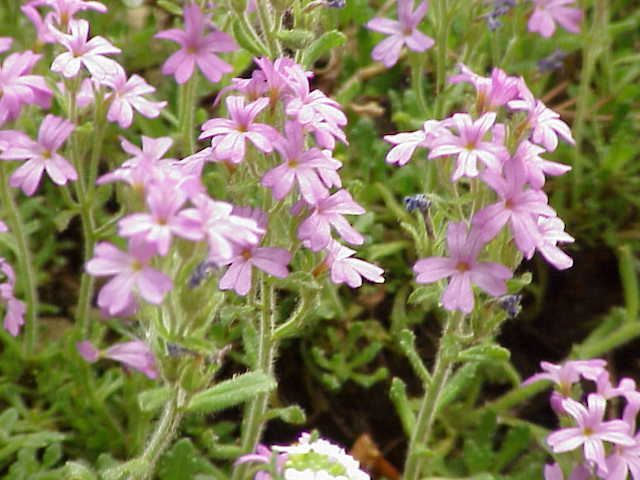
Erinus alpinus
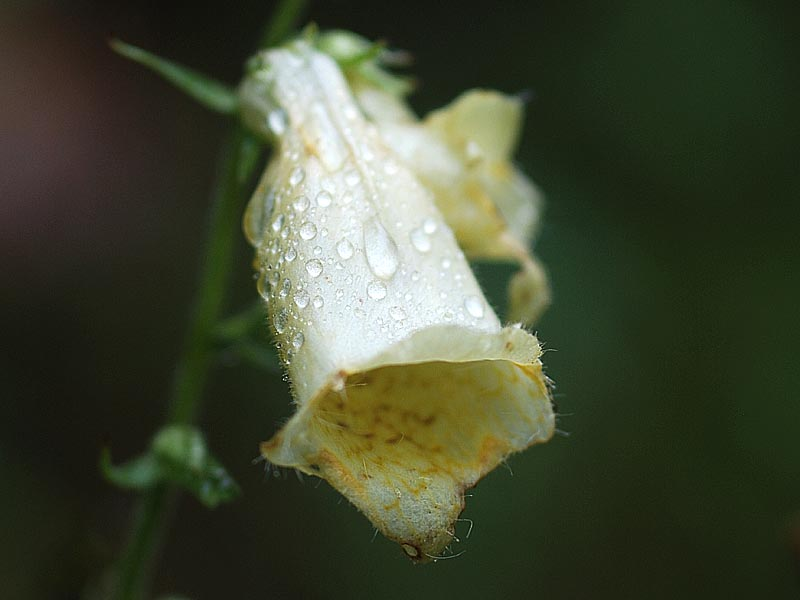
Digitalis grandiflora
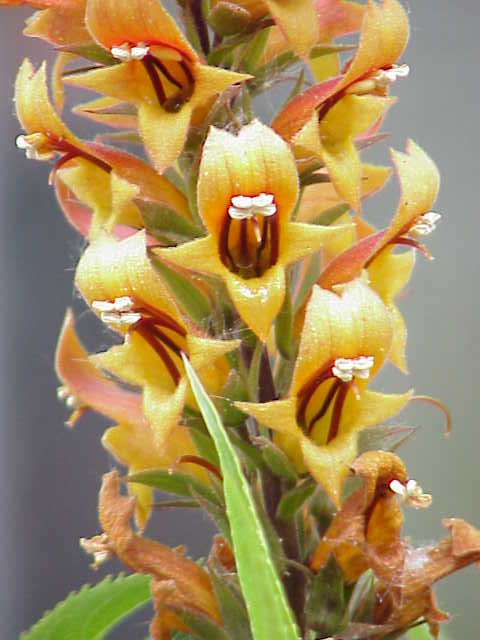
Isoplexis isabelliana
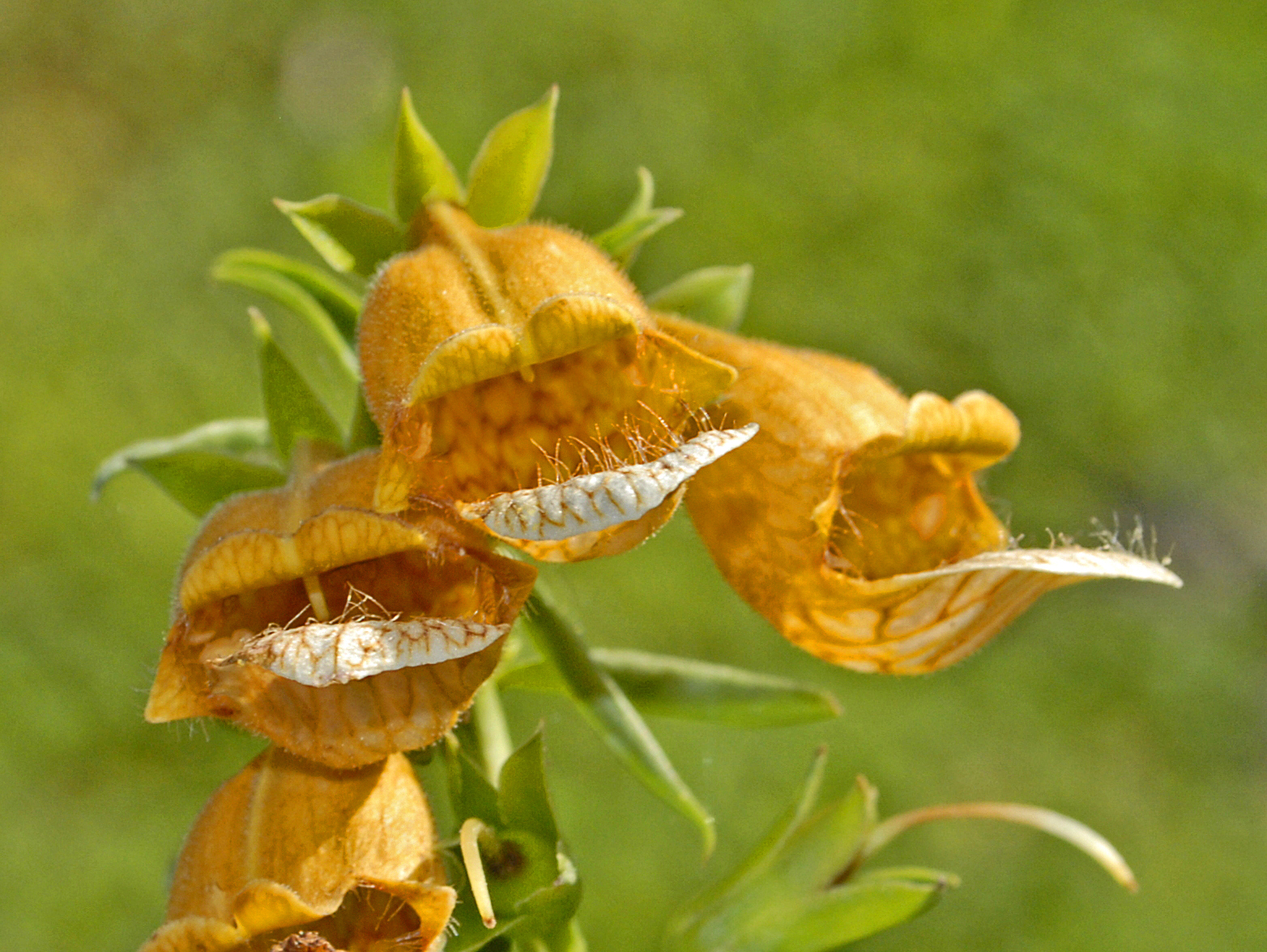
Digitalis laevigata
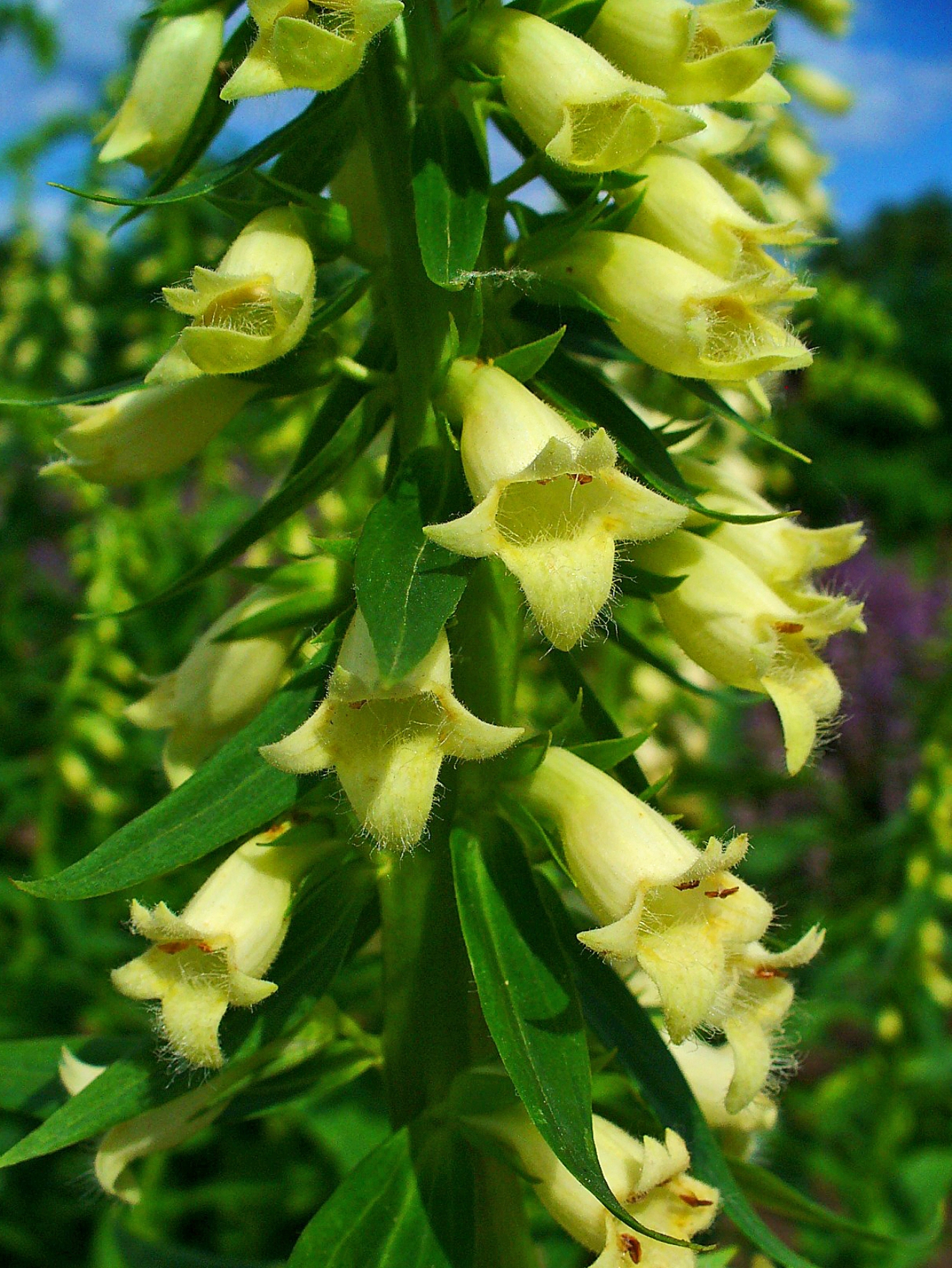
Digitalis lutea
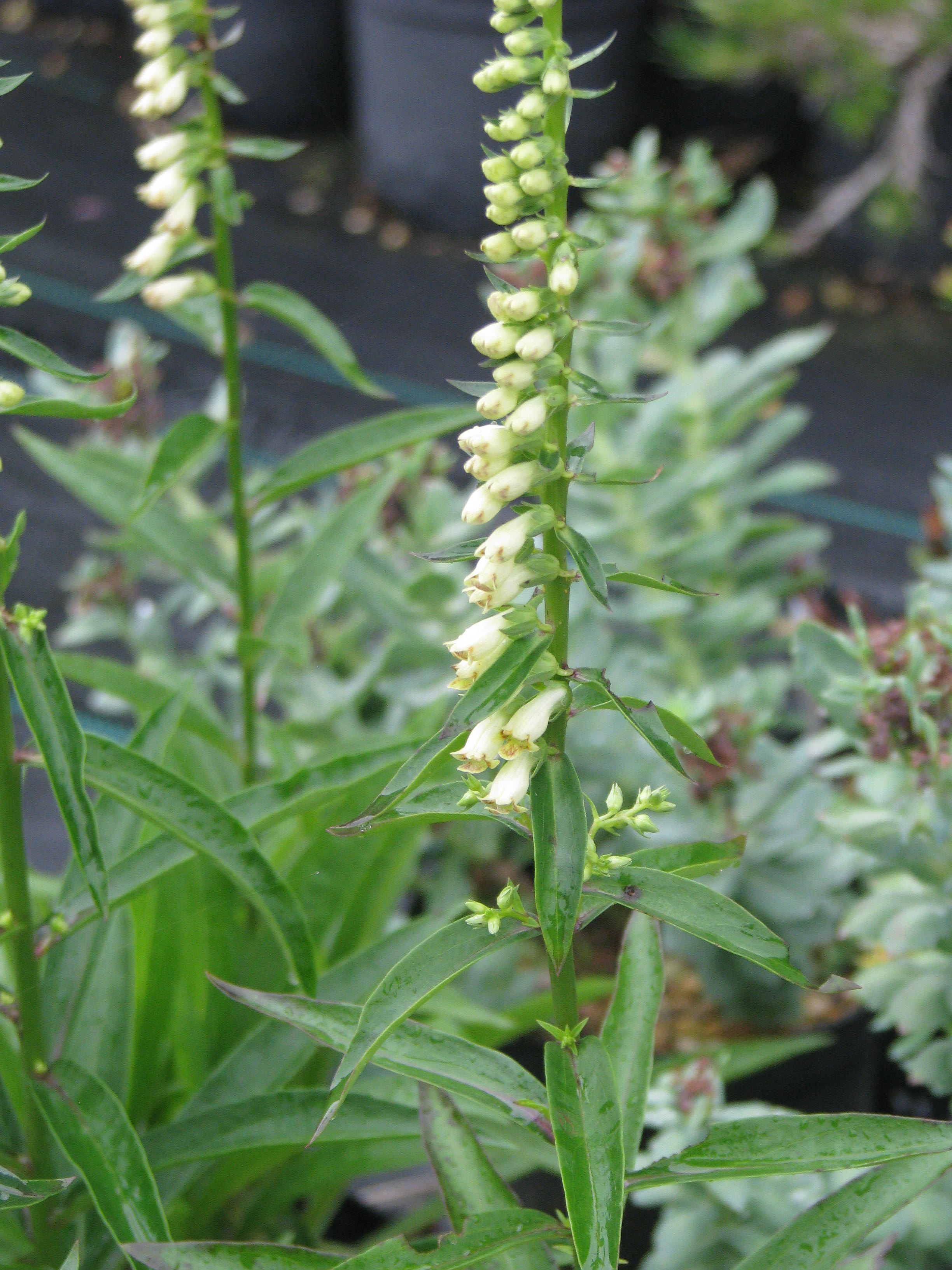
Digitalis micrantha
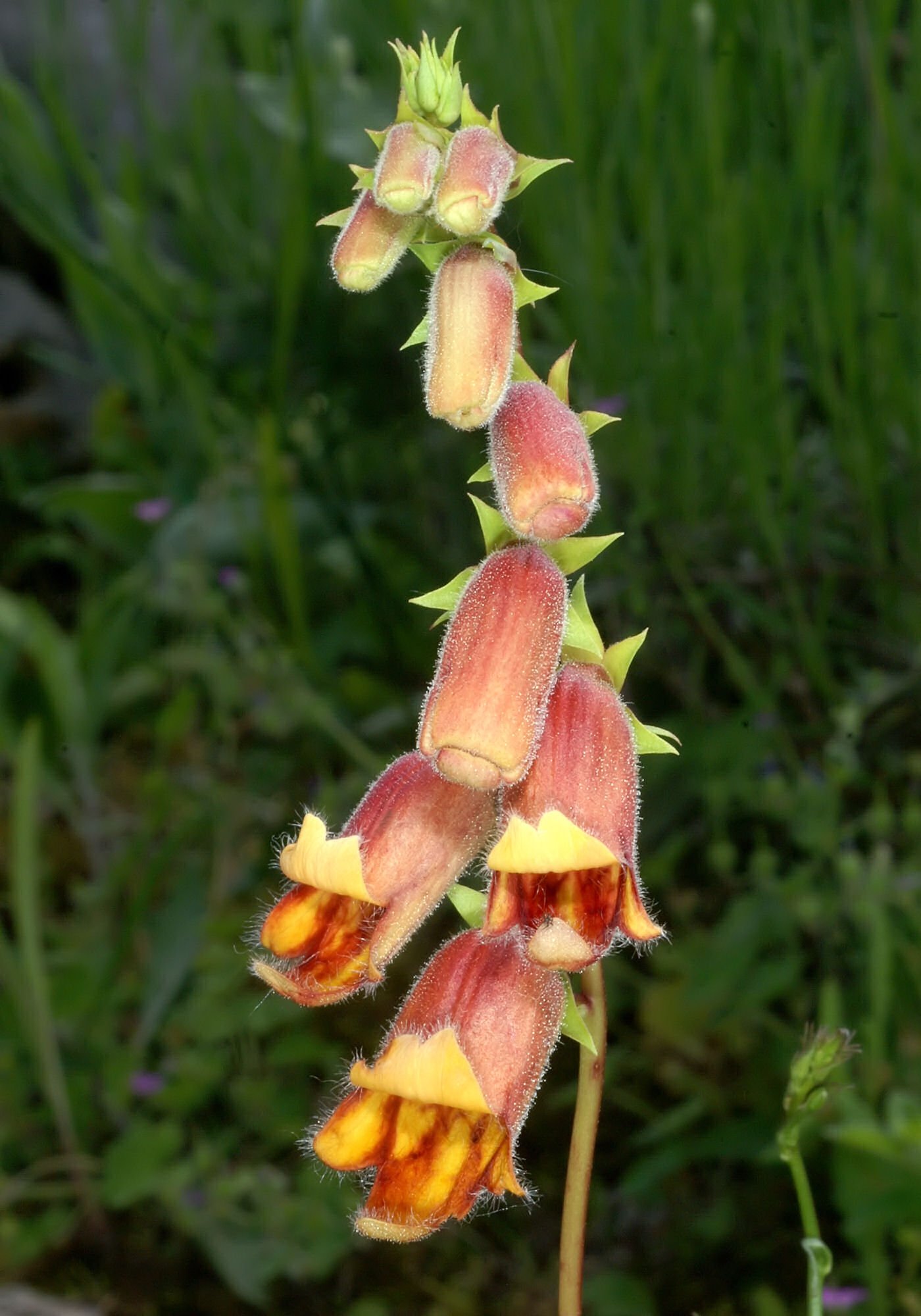
Digitalis obscura
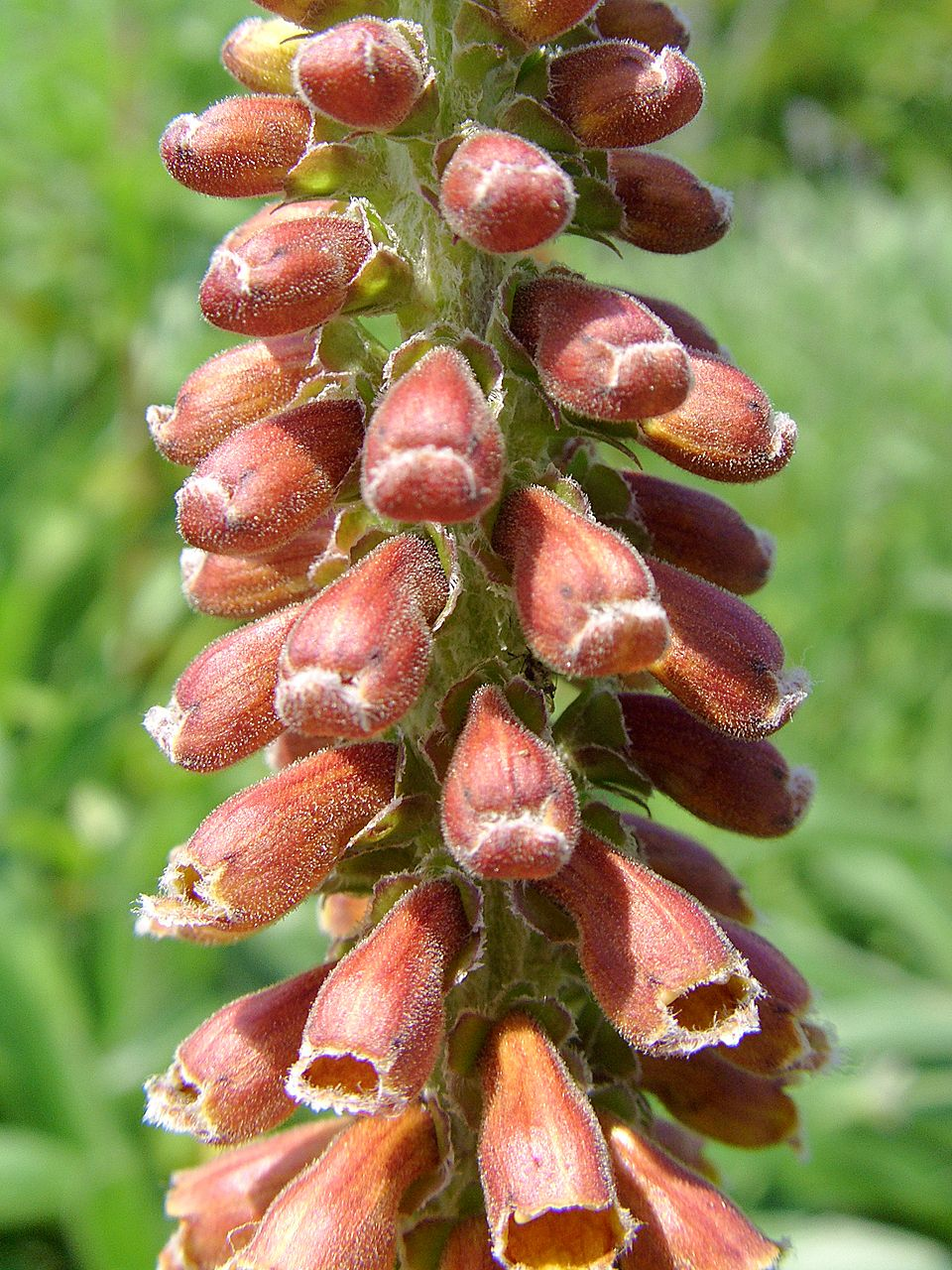
Digitalis parviflora
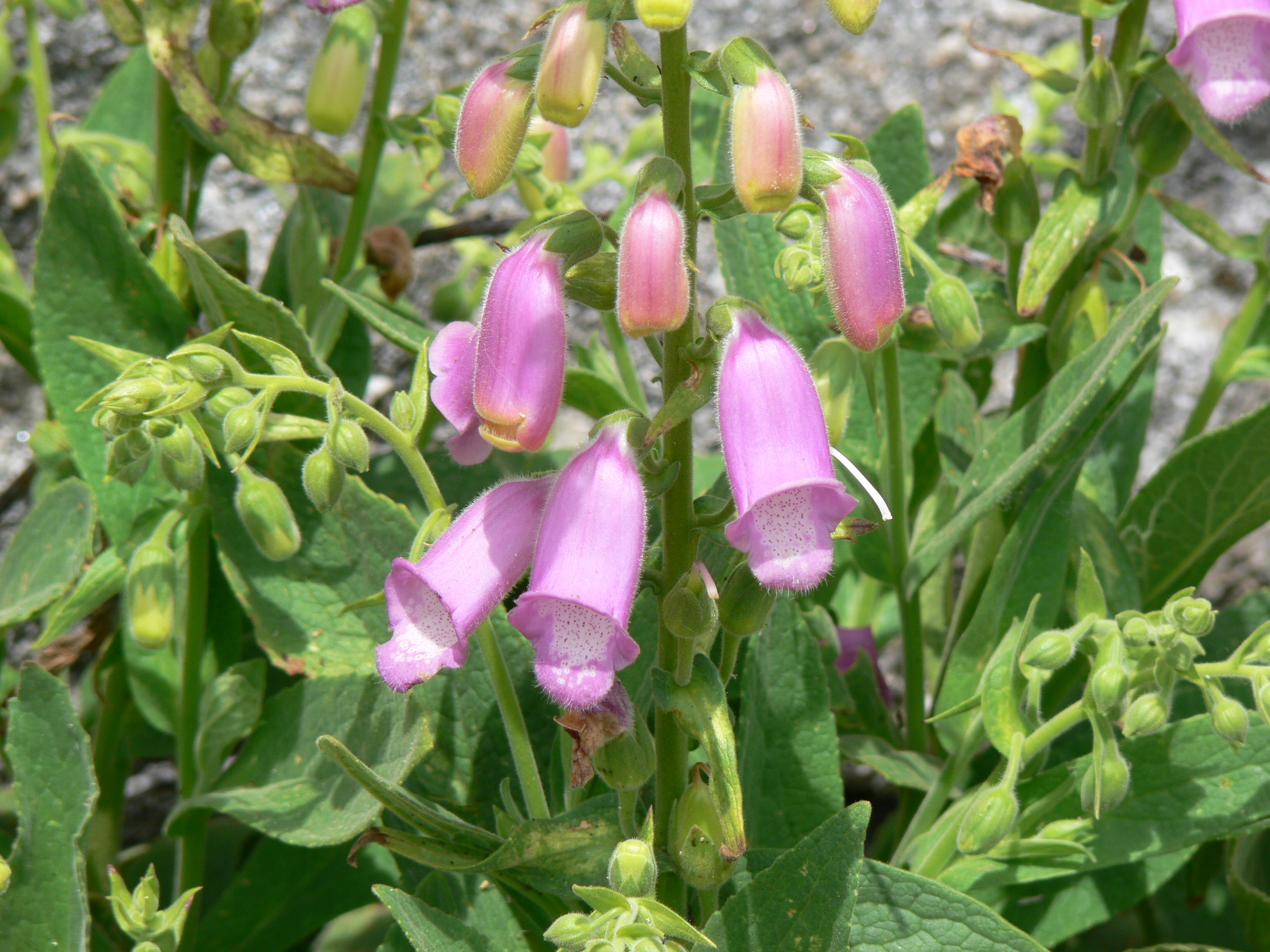
Digitalis thapsi

### Tribù Sibthorpieae

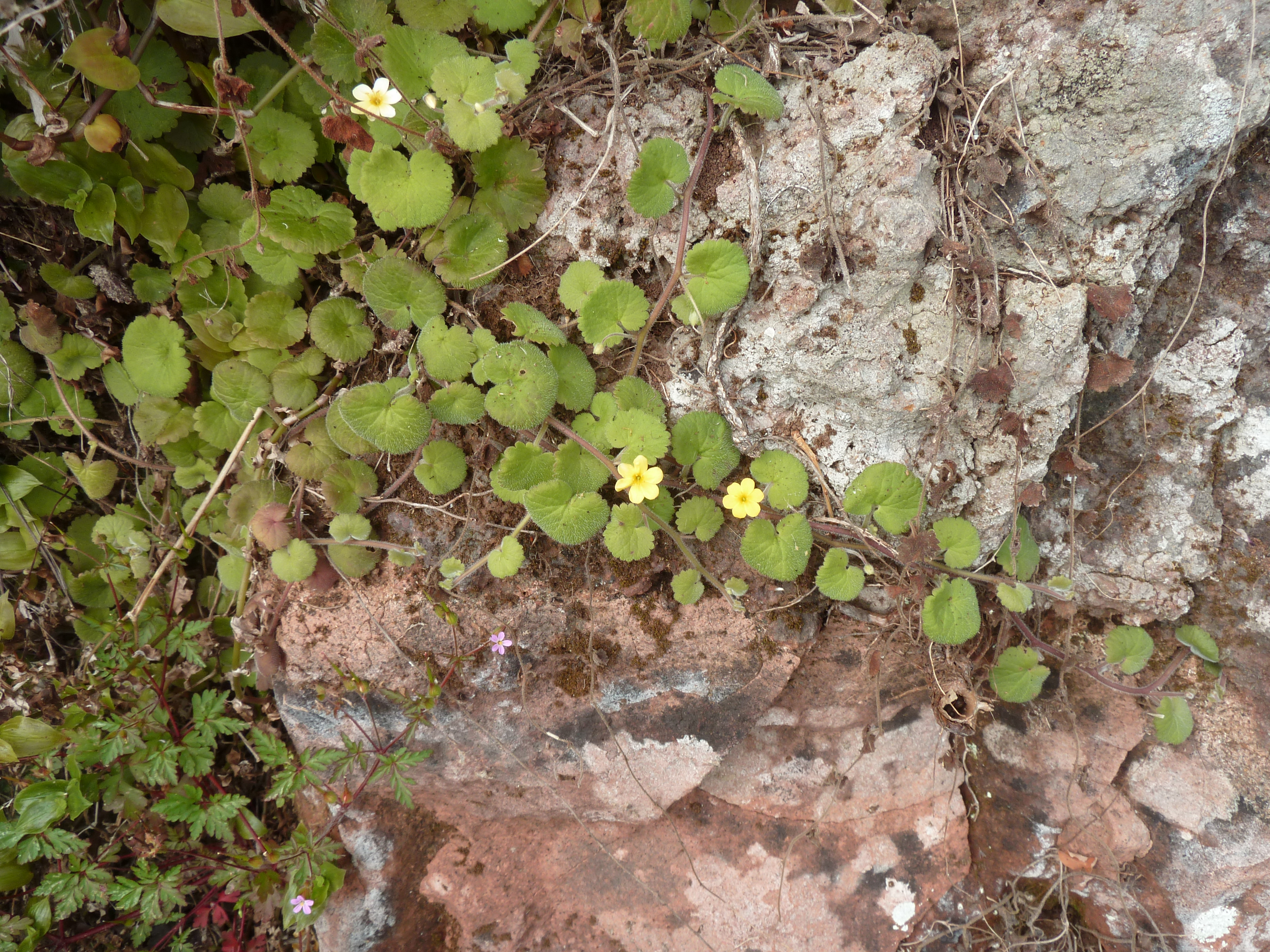
Sibthorpia peregrina
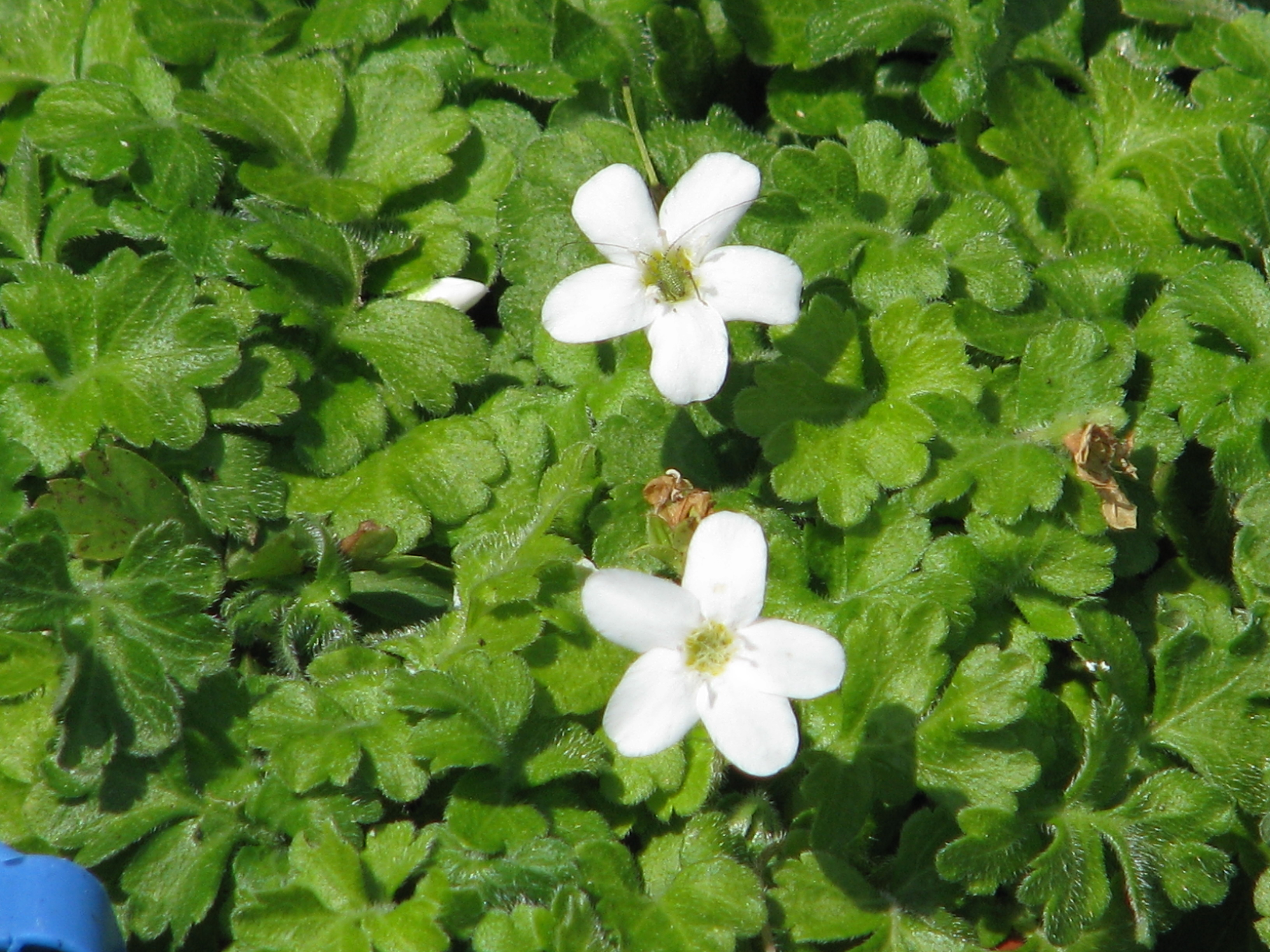
Ellisiophyllum pinnatum

### Tribù Veronicinae

#### Sottotribù Veroniciinae

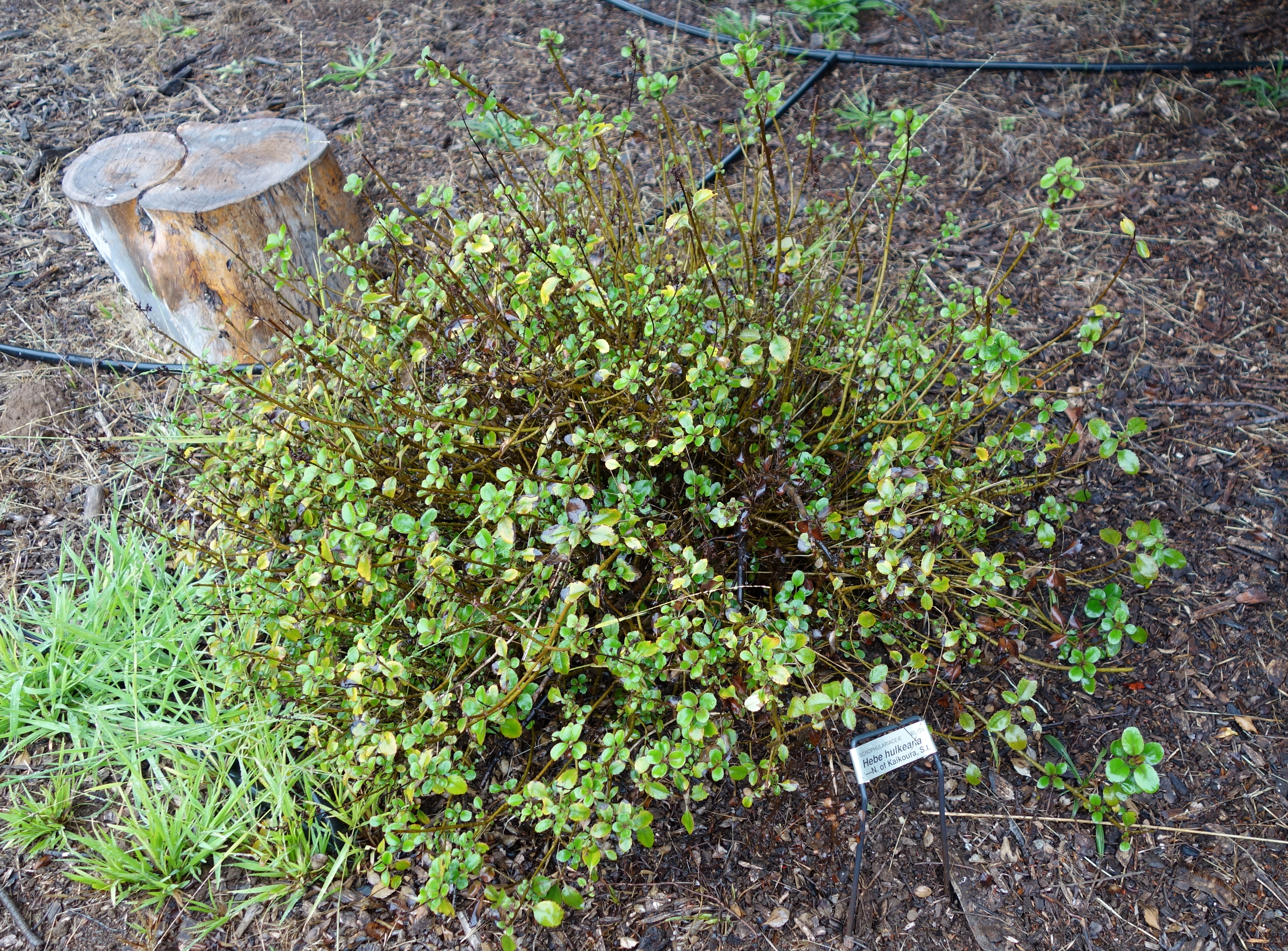
Hebe hulkeana
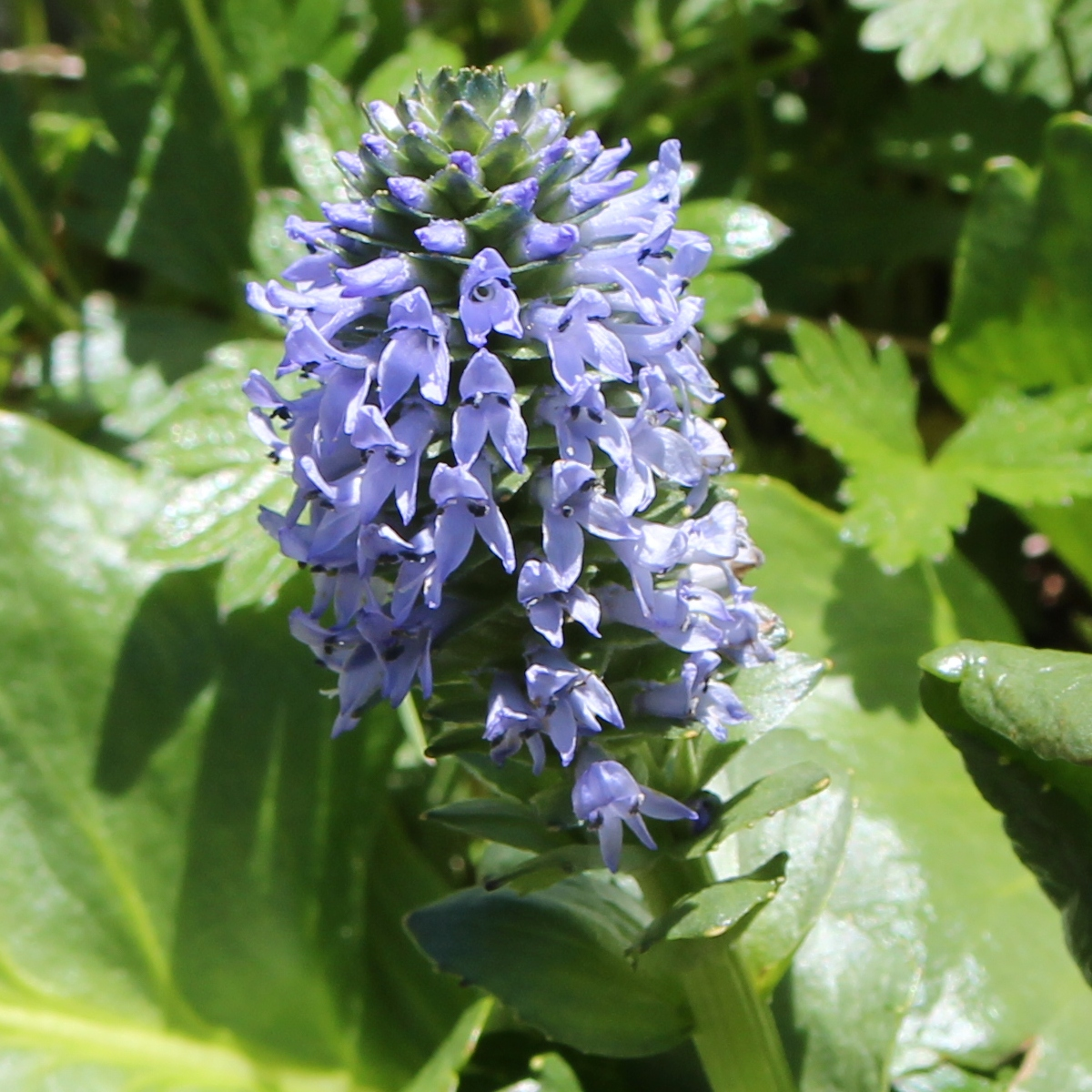
Lagotis glauca
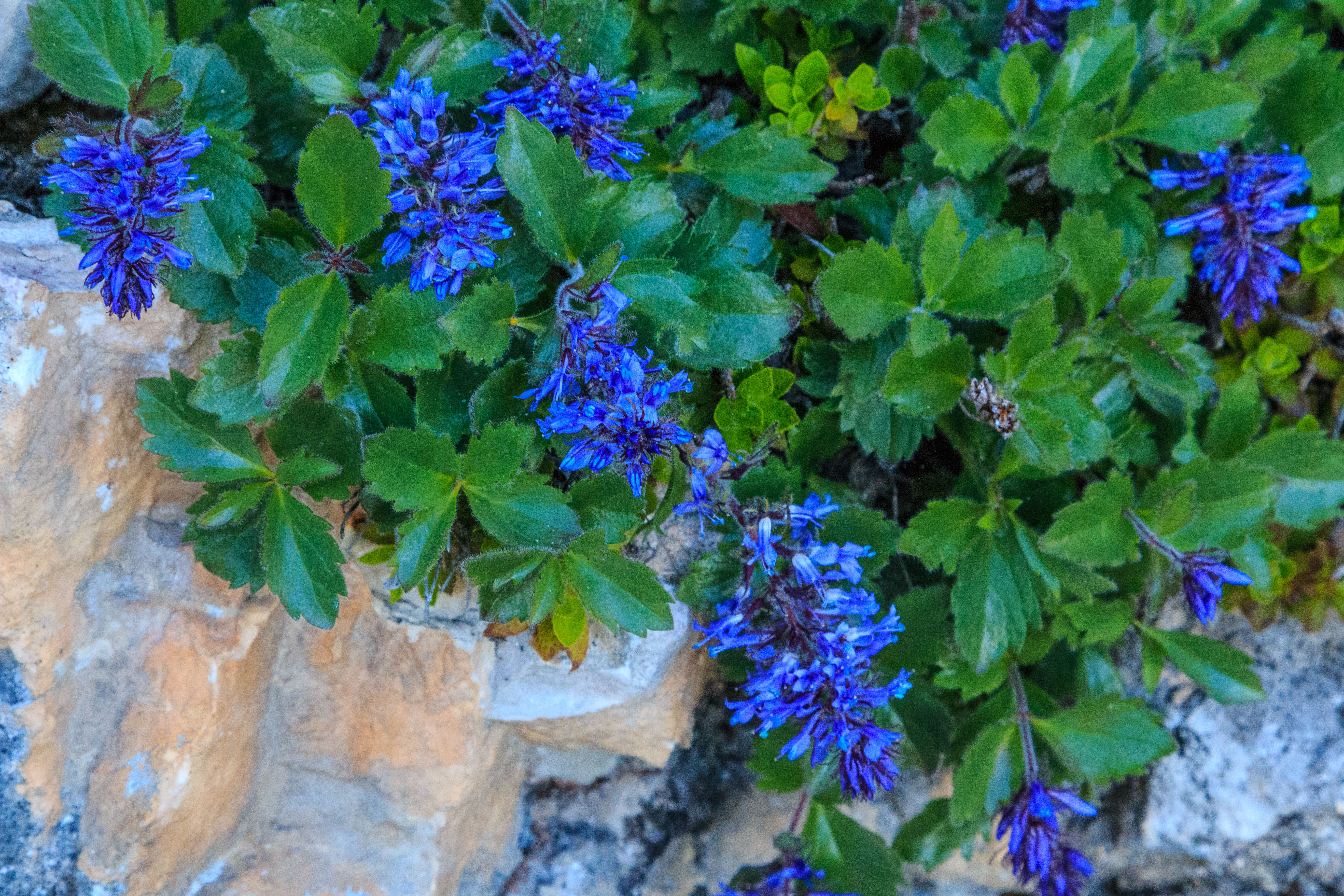
Paederota bonarota
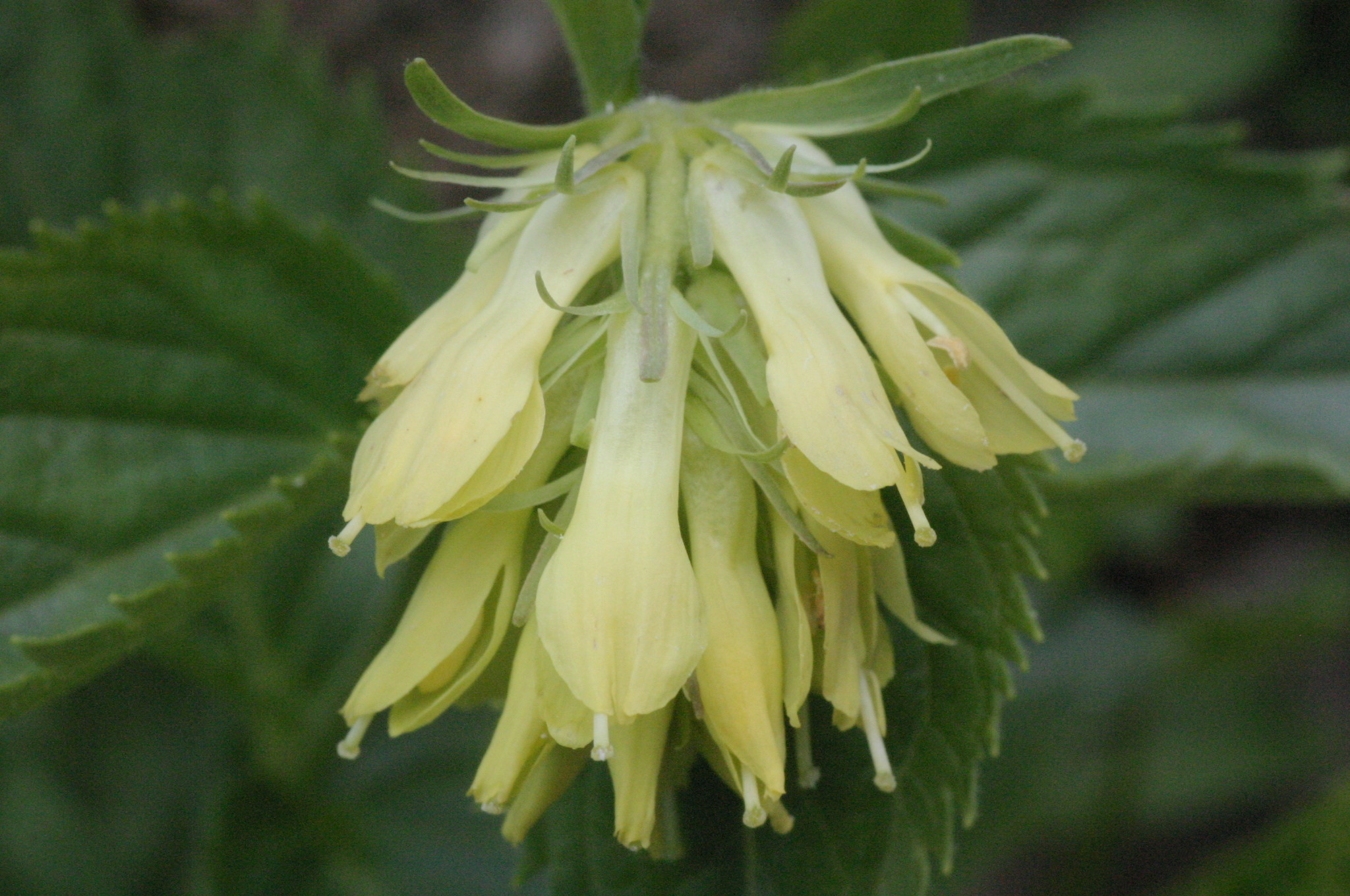
Paederota lutea
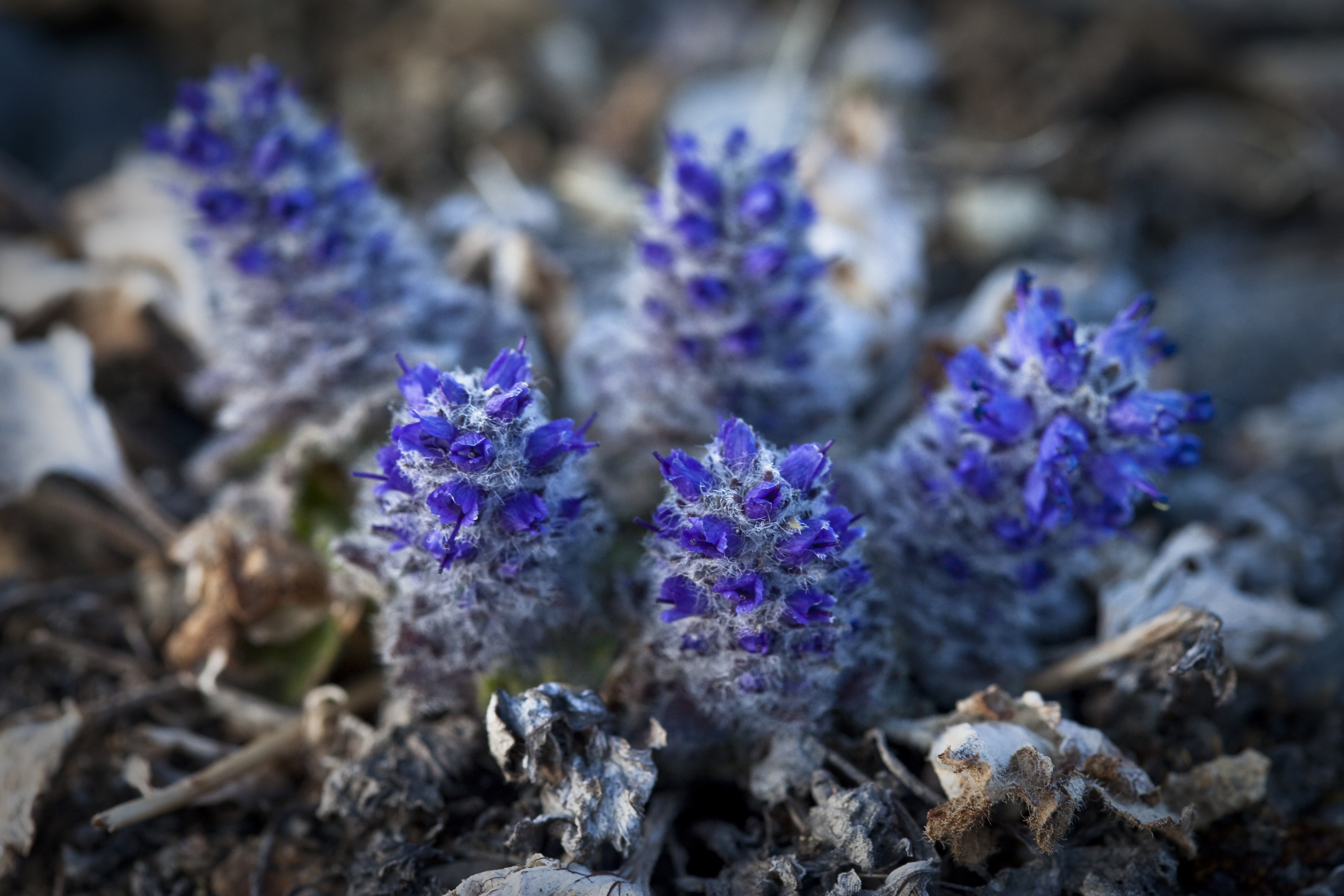
Synthyris borealis
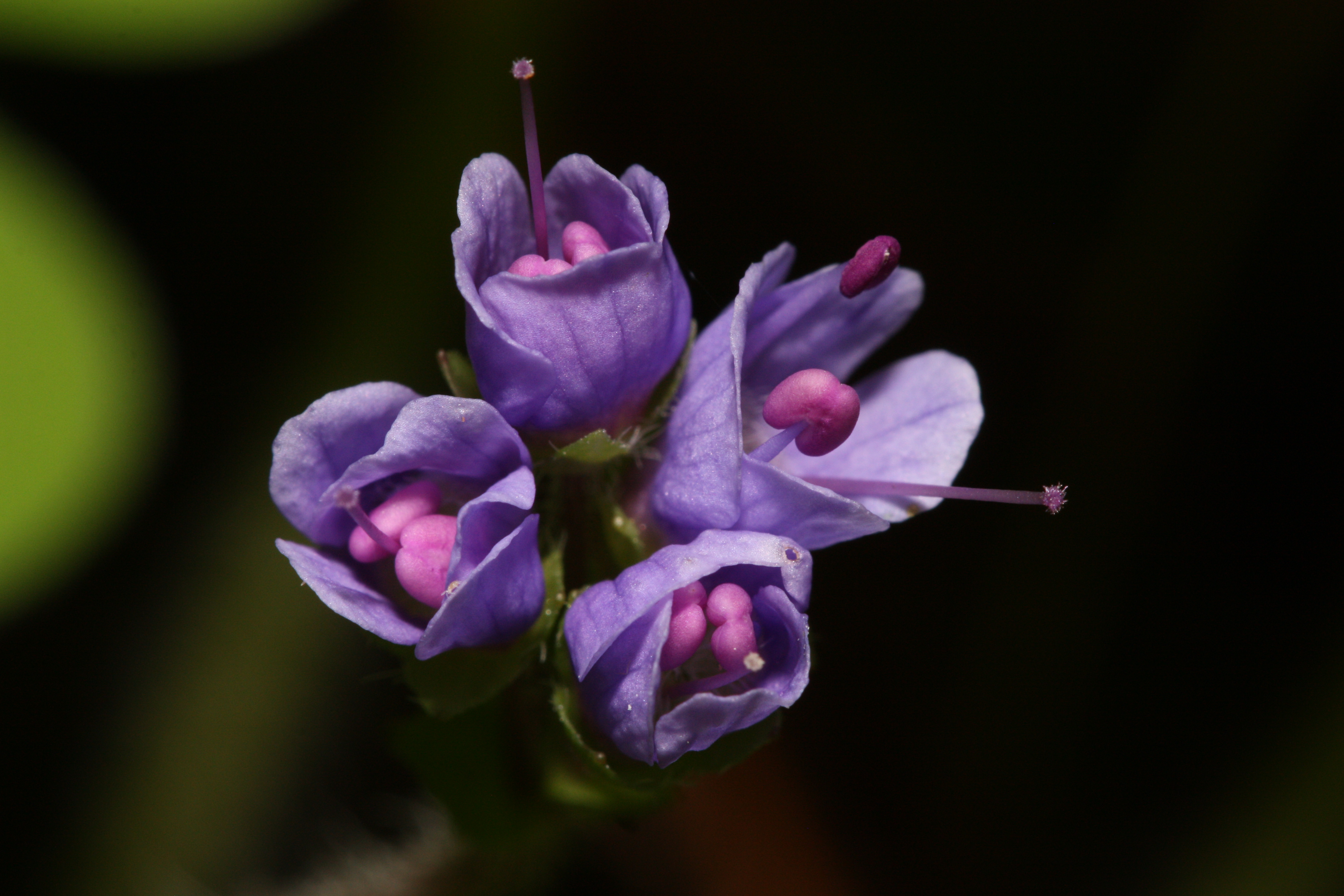
Synthyris reniformis
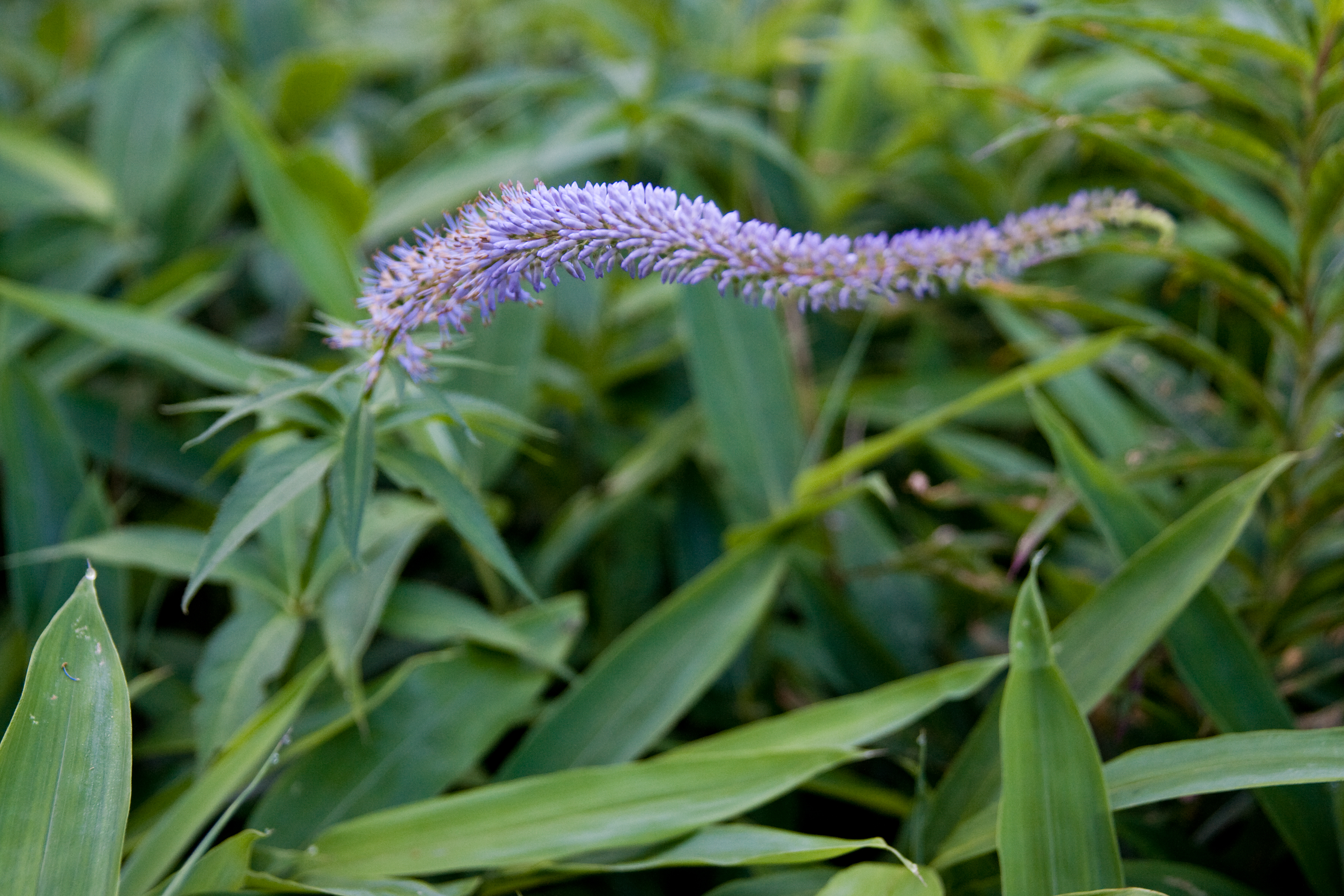
Veronicastrum japonicum
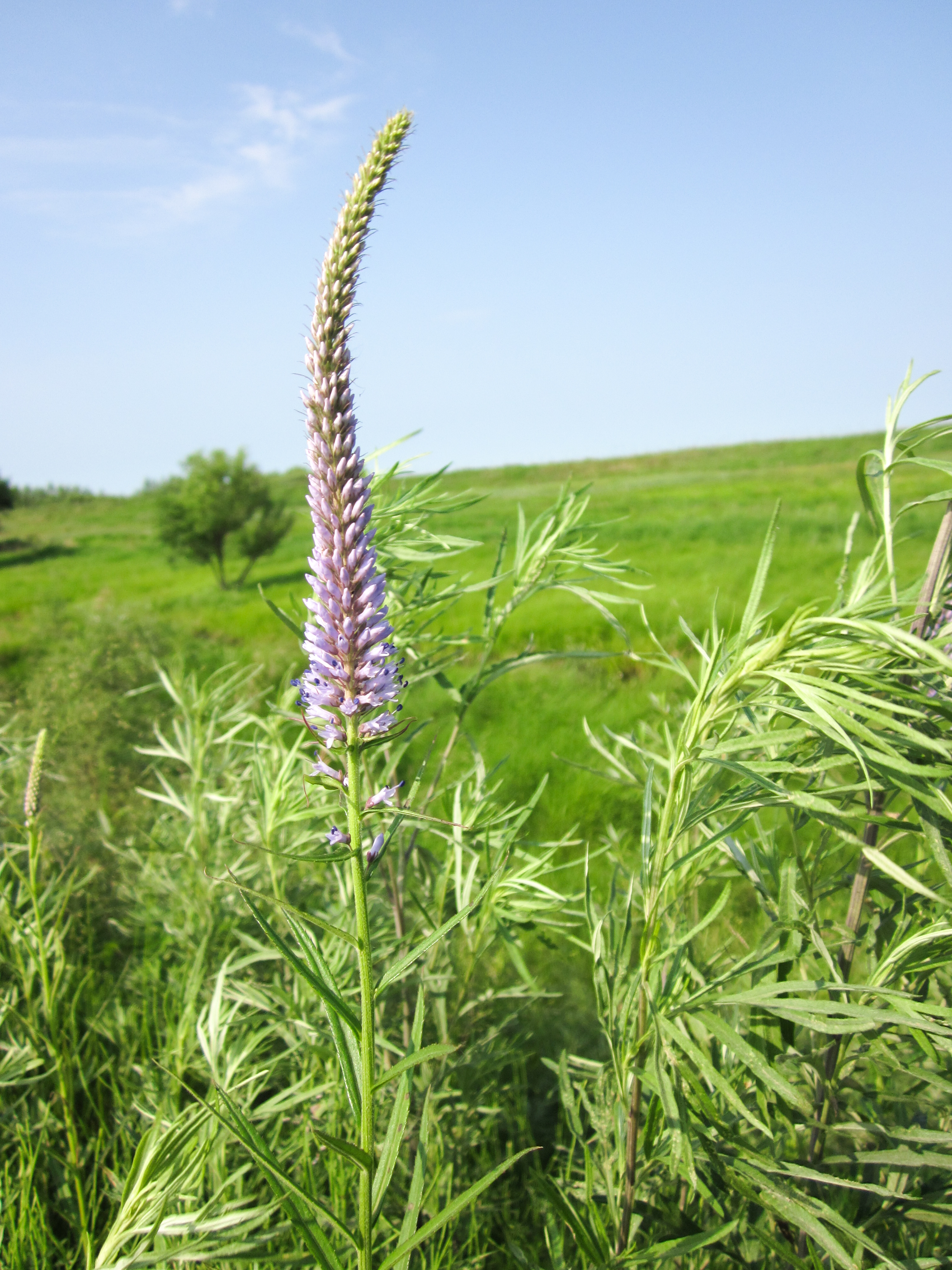
Veronicastrum tubiflorum
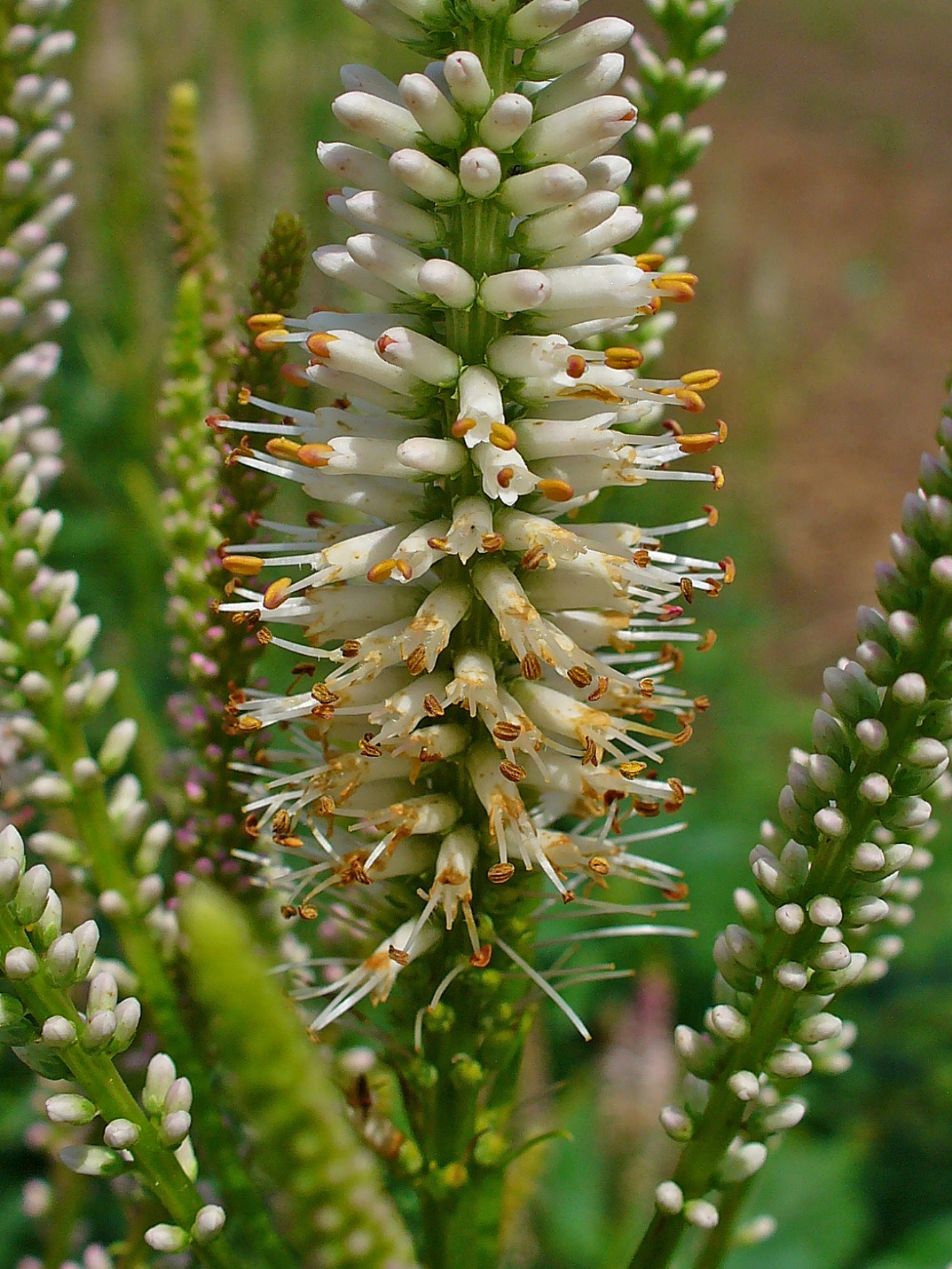
Veronicastrum virginicum
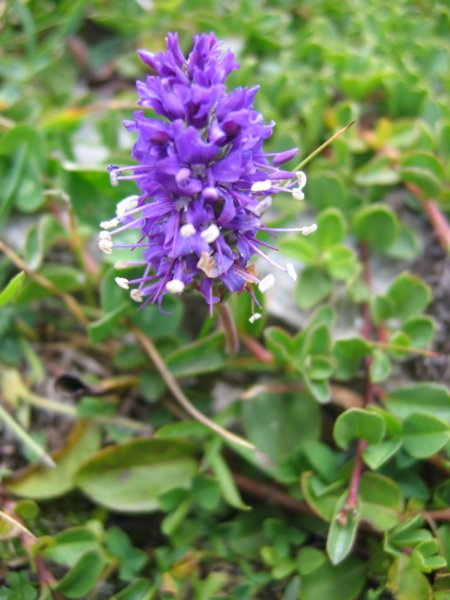
Veronica allionii
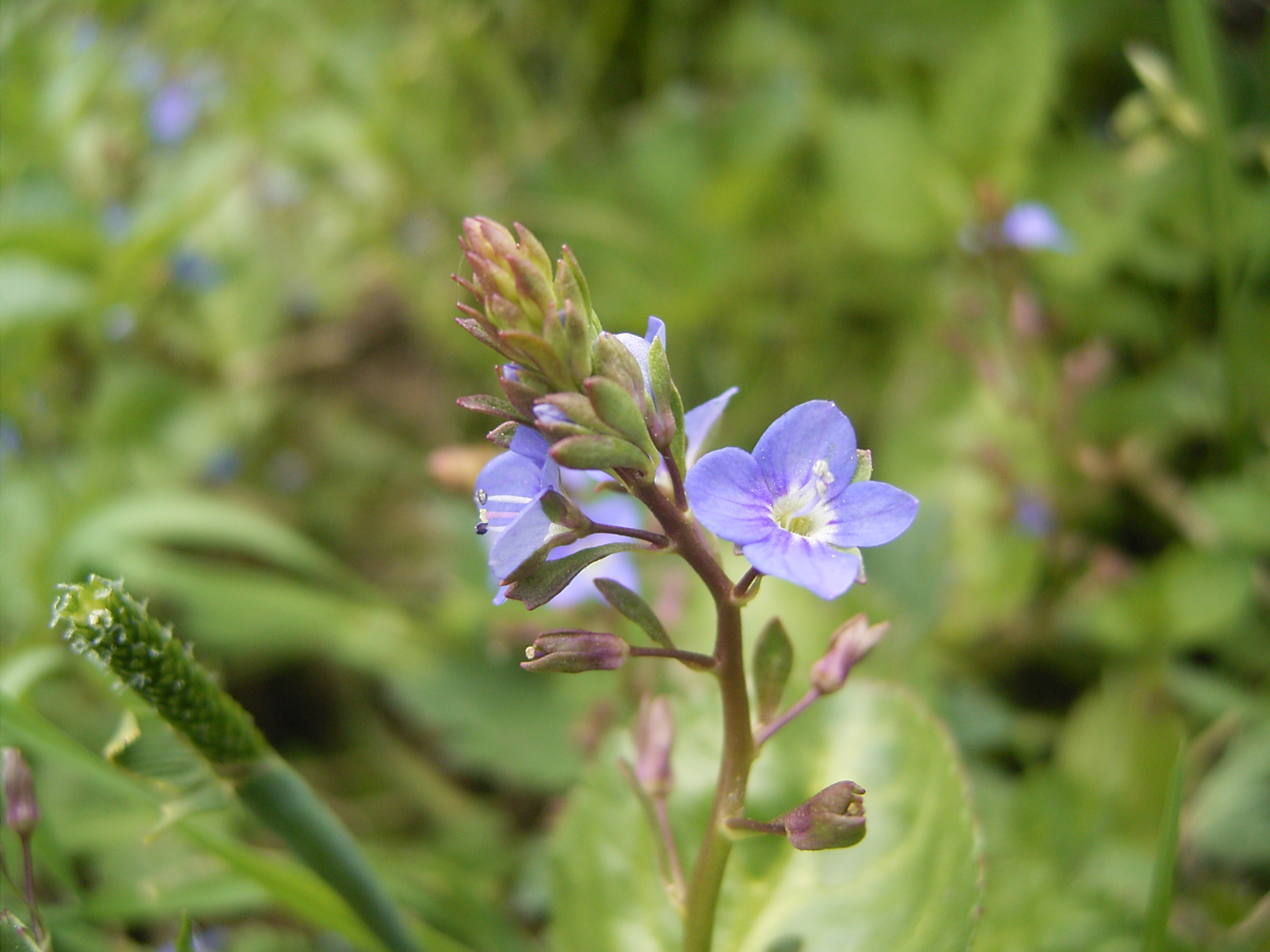
Veronica beccabunga
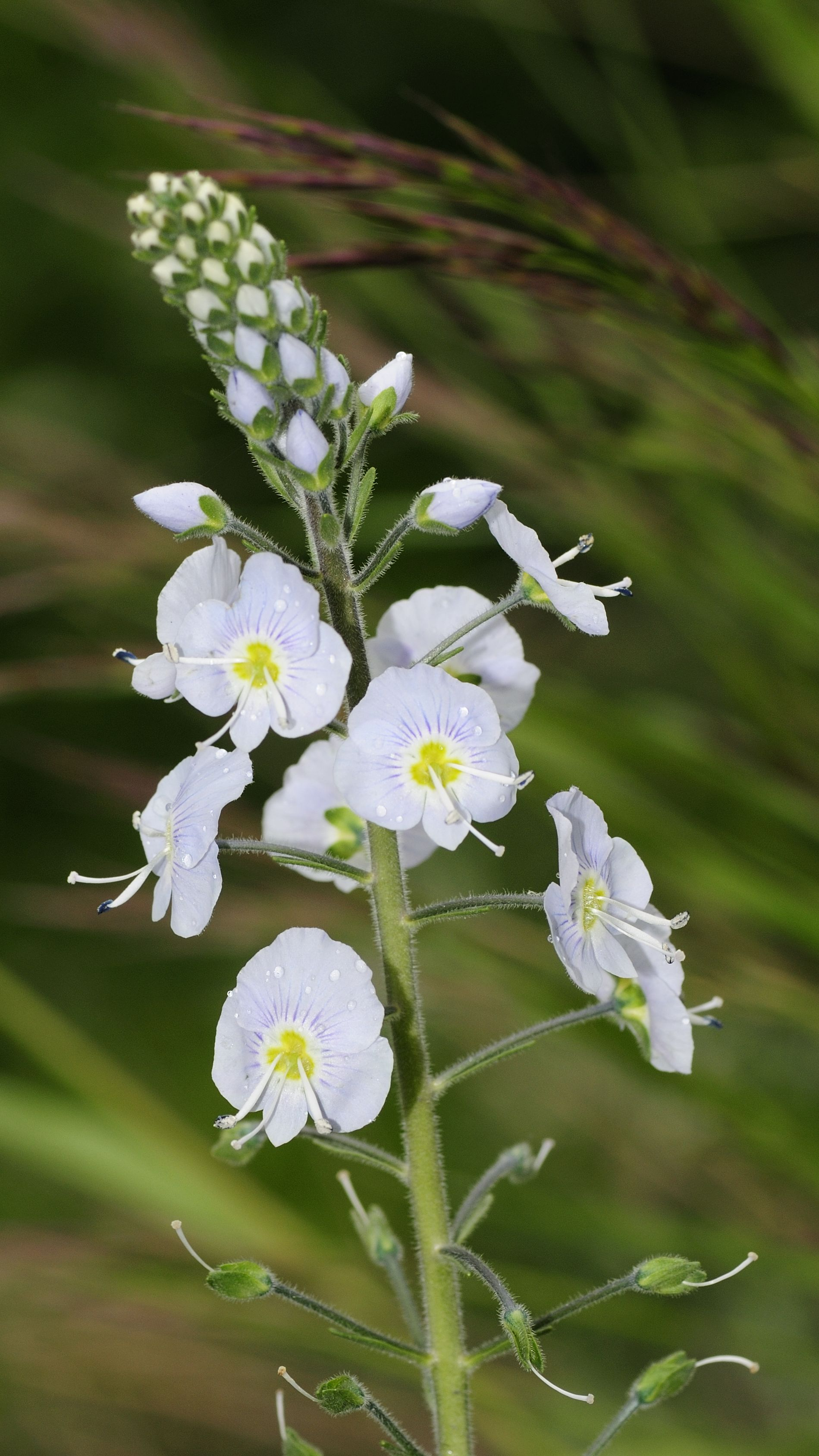
Veronica gentianoides
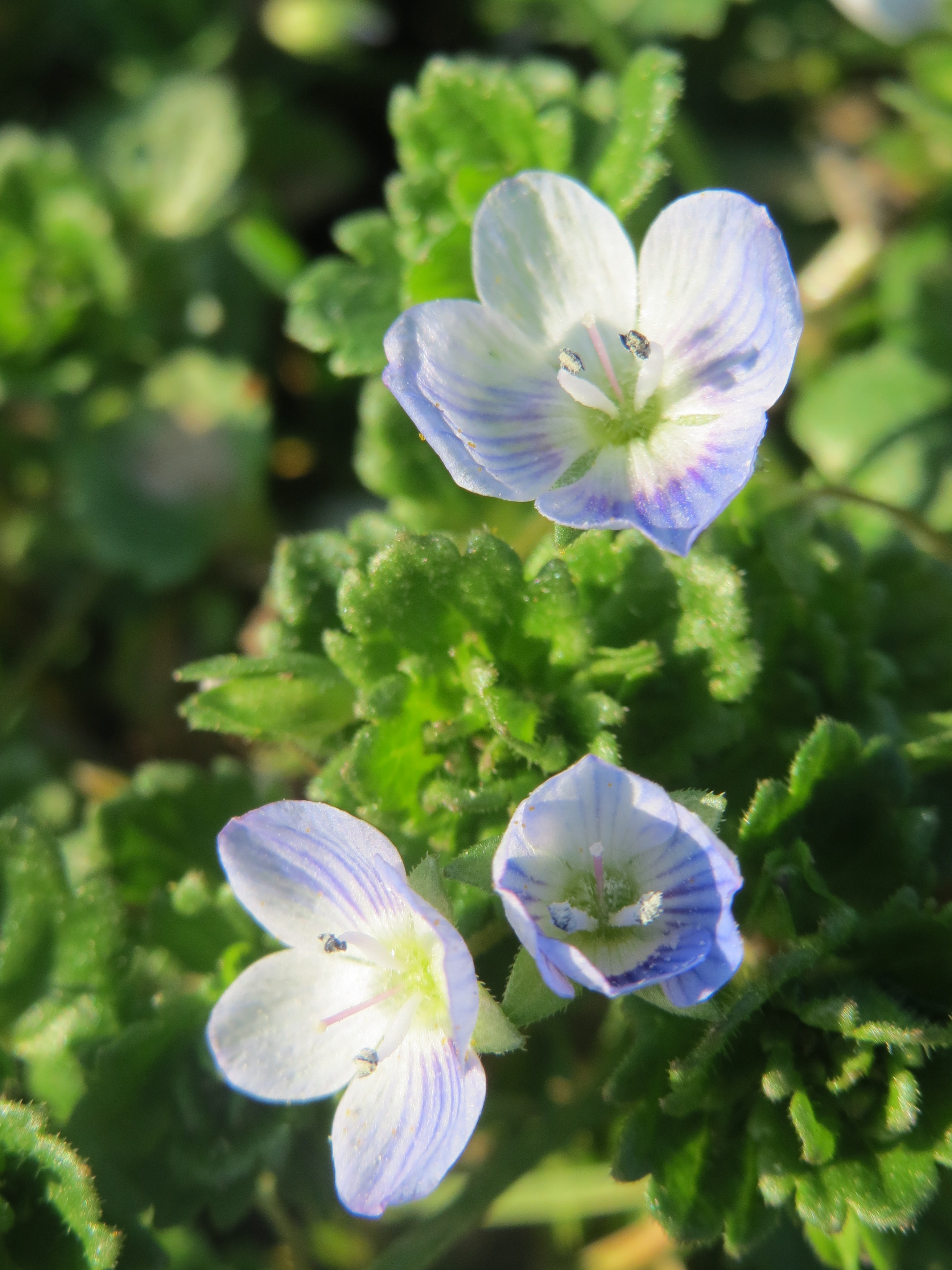
Veronica persica
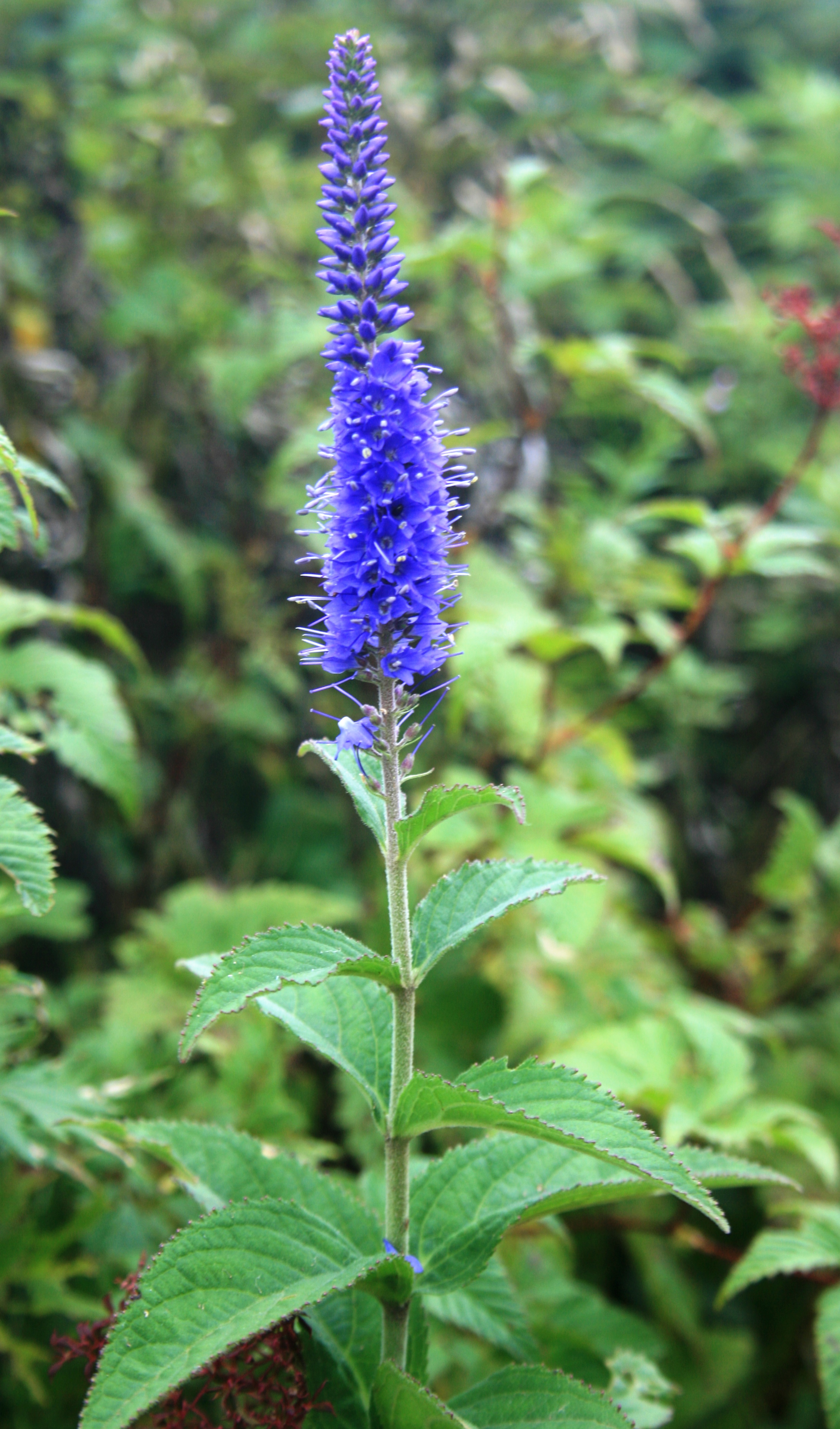
Pseudolysimachion subsessile

#### Sottotribù Wulfeniinae

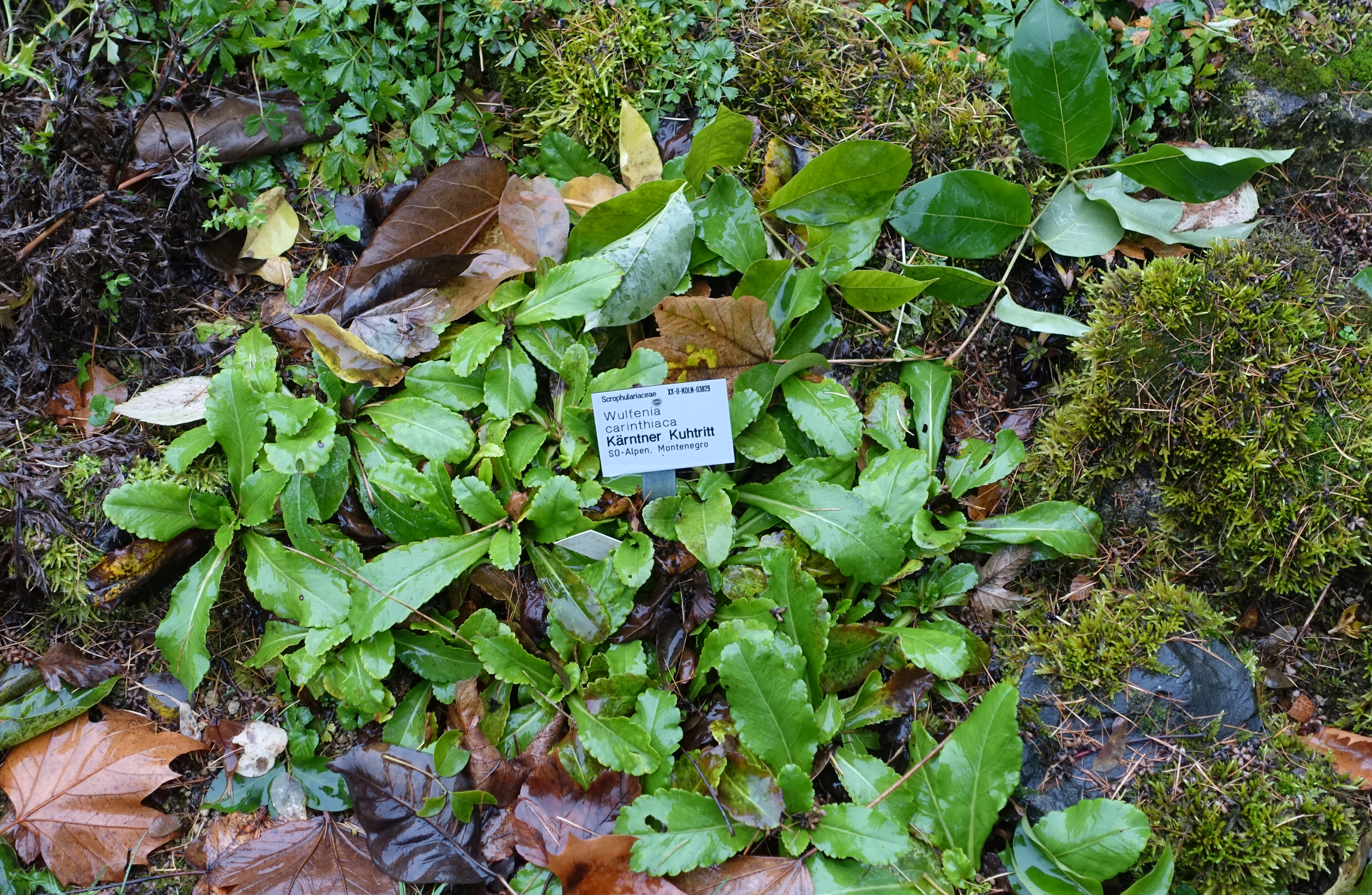
Wulfenia carintiaca
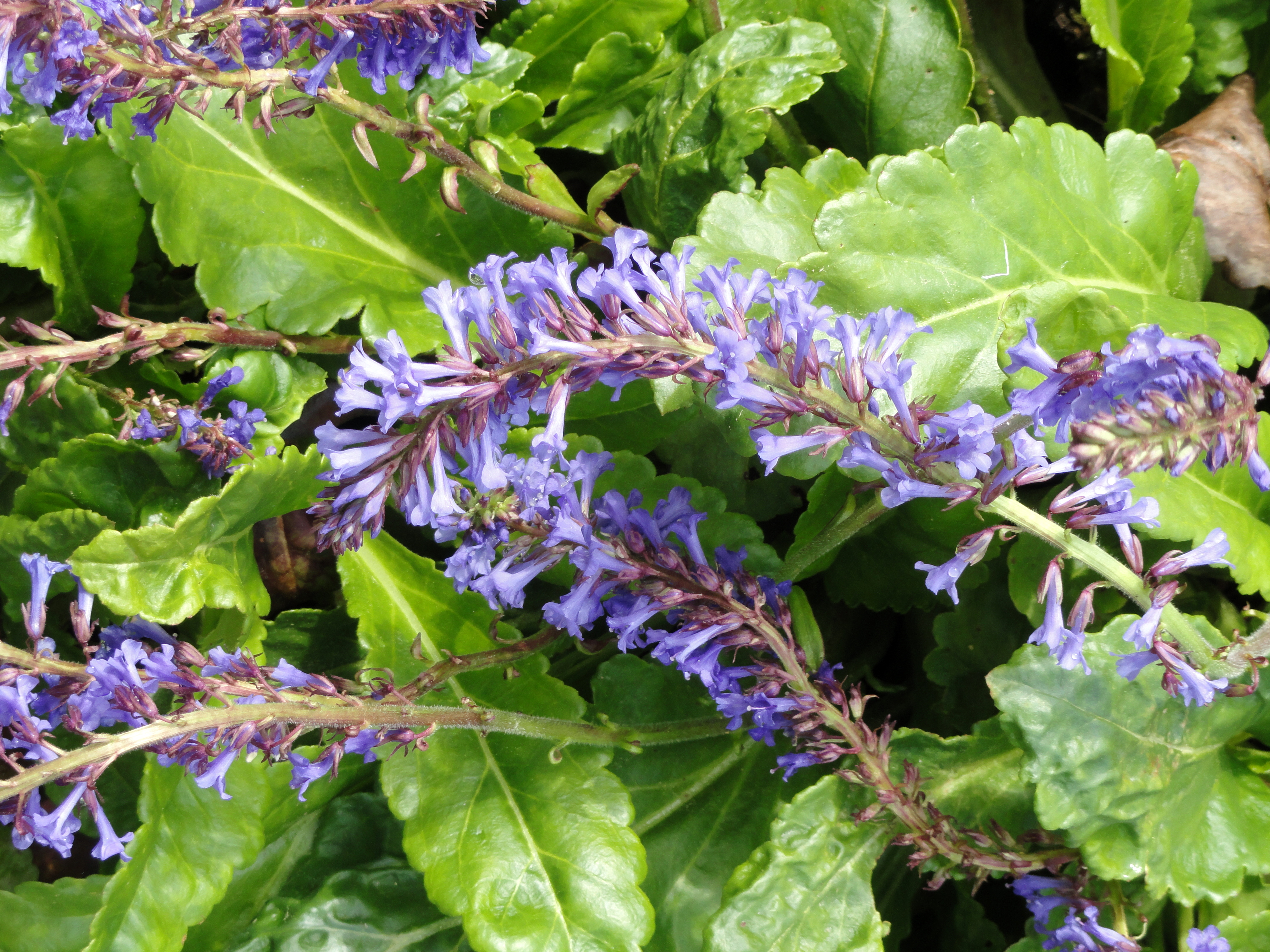
Wulfenia orientalis
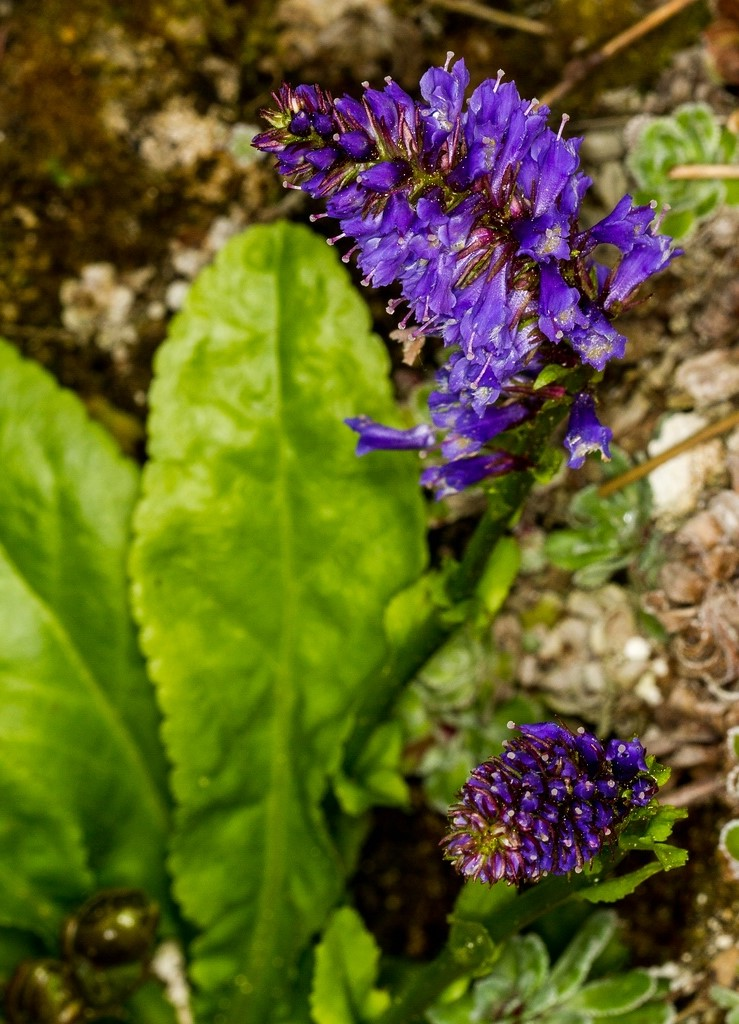
Wulfenia blecicii